# Хижня
Хи́жня  — село в Україні, у Жашківській міській громаді Уманського району Черкаської області. Розташоване на обох берегах річки Тива (притока Гірського Тікичу) за 25 км на південний схід від міста Жашків. Населення становить 859 осіб.

## Історія

### Археологічні знахідки
На південно-східній околиці села виявлено залишки поселення черняхівської культури, за межами села виявлено залишки трипільської культури. В одному кілометрі на схід — скіфська могила скіфо-сарматської епохи VII ст. до н. е. — III ст. н. е. Загалом біля Хижні зареєстровано 5 курганів.
Так, в урочищі «Вила» у південно-східному напрямі від села в сторону с. Кищенці знайдено сліди трипільського поселення. Сліди другого поселення знайдено на схід від села на відстані 1 км, у «Коров'ячому яру»  – поселення доби бронзи та черняхівської культури. Там виявлено шість глинобитних майданчиків і фрагменти кераміки. В урочищі Вила, на схилах Сухої Балки — поселення доби бронзи та черняхівської культури.

### Походження назви
Згідно з місцевими переказами назву село отримало від слова «хижа», в якій жив лісник. Ймовірно, свого часу переважна частина села була розташована на землях, котрі обіймав ліс. З цього місця й почалося будівництво та заселення території.
Назва села походить від староукраїнського слова «хижа» (тобто «невелика убога хатка, халупа»), що правдоподібно вказує на реалії життя перших поселенців.

### XVIII століття
Власне село (точніше — слобода) було засноване в часи панування на Уманщині коронного крайчого Франца-Салезія Потоцького, приблизно між 1745—1748 роками (перша історична згадка датована 1748 роком).
В 1748 році була збудована Св.-Троїцька церква. Першим священиком новозбудованої церкви став дворянин Шимон Якубовський. Власник села граф Ф. С. Потоцький для цього звільнив його від усіх податків, дозволив збудувати житло у будь-якому місці села, наділив землею та надав різні пільги.
Упродовж всього періоду парафіяльною була Троїцька церква. Церква була віднесена до 5-го класу, мала чисельну парафію і чималий земельний наділ.
Станом на 1768 рік село Хижня належало до Брацлавського воєводства  Речі Посполитої та належало вельможному Ґінавському.
Пізніше у Хижні була утворена Хижнянська волость Уманського повіту Київської губернії, яка існувала аж до 1922-23 рр.
У 1793 році Уманщина перейшла під владу Російської Імперії і розпочався масовий перехід уніатського духовенства та парафій Уманщини до православ'я. У 1794 р. в лоно РПЦ навертаються церкви також і Хижні.
В 1796 році в «Алфавітному реєстрі про поселення Уманського повіту та їх власників» вказано, що Хижня належить його сіятельству пану генералу аншефу і різних орденів кавалеру графу Потоцькому. Населення Хижні: 530 чоловіків, 556 жінок (разом 1086 осіб).
В часи Російської Імперії село було центром волості Уманського повіту Київської губернії.

### XIX століття
У 1801 році на території парафії Св.-Троїцької церкви в Хижні налічувалось 150 дворів, в яких мешкало 964 особи (501 чол. і 463 жін.). Штатний церковний причт складали 2 священники, псаломник і наказний псаломник:
- священник Тарасій Гордієвич (62 роки), за походженням був сином шляхтича. В Хижнянську церкву його висвятив єпископ Переяславський 26 серпня 1772 року.
- священник Георгій Гедзович (40 років), за походженням був із священницької родини. 14 березня 1787 року греко-католицьким Митрополитом Ясоном Смогожевським був висвячений на ієрейське місце в Хижні. 30 серпня 1794 року православним протоіреєм Іоанном Радзімовським був пересвячений з уніатства у православ‘я. 24 квітня 1798 року Митрополитом Київським і Галицьким Преосвященним Дорофеєм було вручено Гедзовичу грамоту на хижнянську парафію.
- псаломник Сава Фізміновський (37 років). Його було призначено єпископом Катеринославським Преосвященним Гавриїлом 14 грудня 1796 року.
- псаломник Василій Гедзович (24 роки), син священника Георгія Гедзовича. Був висвячений на псаломника Митрополитом Київським і Галицьким 24 квітня 1798 року — тоді ж, коли батька призначили в Хижню.

15 вересня 1817 р. в с. Хижня прийняв священство  Дорофій Тарасович Гордєєв (він був сином колишнього священника з Хижні Тарасія Гордієвича). Проте через кілька років, а саме 14 липня 1822 р. його було переведено у Красноставку.
За даними на 1824 рік поміщиком в Хижні є один зі спадкоємців Софії Потоцької, ім'я якого не вказано. У володінні 156 дворів.
Станом на 1830 рік в Хижні проживав поміщик Михайло Боровський.
У 1833—1834 роках у документах Уманської повітової контори Київської казенної палати згадується справа про задоволення священника с. Хижні Уманського повіту за захоплення церковного сінокосу посесором Хижнянського маєтку гр. Потоцьких Пржигодським.
У 1836 році в Хижні проживало: 636 чоловіків та 657 жінок (разом 1293), дворів було 159.
В Хижні також проживали чумаки та їздові. На 1848 рік у їх власності налічувалось 6 коней, 24 воли, 15 возів.
За результатами 9 ревізії, за указом від 11 січня 1850 року, було отримано дані різних категорій представників духовного стану, зокрема в Хижні. Усього духовенства було 18 осіб: четверо штатних кліриків та 14 членів їх сімей:
- священником був Василій Петрович Цареградський (23 роки). Очолив хижнянський причт в 1848 році. Мав дружину Марію Павлівну (20 років) та дочку Олену (2 роки).
- псаломником був диякон Іоанн Полікарпович Хмілевський (31 рік). Його дружиною була Параскева Іванівна. Разом мали вони трьох дітей: Тимофія (3 роки), Романа (1 рік) та Олександру (6 років).
- паламарем був псаломник Симеон Йосифович Кібилковський (або Кобилковський). Зі своєю дружиною Іуліанією виховув сина Фотія (11 років) і доньок Анну та Марію.
- просфорня Домініка Григорівна Березовська (50 років) була четвертим членом штатного причту. Вона проживала разом з донькою Марфою.

- Гликерія Симеонівна із сином Лесем, вдова покійного паламаря Никифора Ольшевського.
- священницька вдова Євгенія Антонівна Хмілевська (50 років), мати диякона Іоанна Хмілевського.

У березні 1855 року, в часи селянського руху, почалися розрухи в Уманському повіті, зокрема в Хижні. Селяни записувались в козаки та писали скарги на поміщиків, здебільшого на російських, оскільки панщина в них була важча за польську. Різких форм розрухи не набули.
У 1857 році в селі Хижня, а у 1858 році уже й в інших селах Уманського повіту, поширювались чутки про звільнення від кріпацтва. Цьому передували чутки про вбивство пана.
За результатами 10 ревізії (за указом від 26 серпня 1856 року), яка проводилась у 1857—1859 рр., було отримано дані різних категорій представників духовного стану станом на 1858 рік, зокрема в Хижні. На цей час чисельність хижнянського духовенства становила 13 осіб:
- священником служив Павло Павлович Вишинський (69 років). На той час він був вдівцем. При церкві рахувались також його четверо дітей: Василій (23 роки), Капітон (18 років), Ілля (16 років) та Єлисавета (17 років).
- дияконом був Федір Петрович Лагозинський (32 роки). Зі своєю дружиною Домнікією Іоаннівною (20 років) мав 2-річну доньку Єлисавету.
- наказним паламарем був Василій Макарович Майбродський, якому на той час було 19 років.
- просфорнею була Олександра Федорівна (41 рік). Вона була вдовою покійного псаломника Йосифа Івановича Станевича. Разом з нею проживало троє її дітей: Марія (17 років), Анна (14 років) та Ольга (11 років).

Також у 1858 році у Хижні була відкрита церковно-парафіяльна школа.
В журналі «Київська минувшина» № 1 1905 року є розповідь священника Северіана Вишинського від 1868 року. Він розповідає зокрема про те, як його батька, священника Павла Вишинського, через те, що він записував селян в козаки, перевели з Федюківки до Хижні. В Багві Северіан Вишинський був священиком Миколаївської церкви. Це також вказано в даних 9 та 10 ревізій, відповідно 1850 (коли йому виповнилось 32 роки) і 1858 років. Також з липня 1862 року він був там учителем.
Коли ж батько за старістю вийшов за штат Северіан і сам переїхав із Багви до Хижні, оскільки вважав, що Хижня — це незрівнянно кращий прихід.
Павло Павлович Вишинський помер років через десять після виходу за штат у селі Новоселиці Звенигородського повіту, де проживав та був священником його інший син Роман Вишинський. Там же біля Новоселицької церкви Павло Вишинський був похований.
Наступником о. Павла став Северіан Вишинський.
Станом на 1 липня 1862 року вчителем в Хижнянській церковно-приходській школі був Северіан Вишинський, де навчав 18 учнів, в тому числі жін. — 2. Такі ж самі дані вказані на 16 грудня 1866 року та 1 червня 1870 року.
Про Хижню згадується в книзі 1864 року Л. Похилевича «Сказання про населені місцевості Київської губернії»:
|  | Хижня, село в 1-й версті від Тікича, при безіменному струмку. Жителів обох статей 1480; землі 4291 десятина. Належить Діомиду Парфьонову (православ. іспов.). Церква Троїцька, дерев'яна, 5-го класу; землі має 118 десятин. Невідомо в якому році побудована. Оригінальний текст (рос. дореф.) [Хижна, село въ 1-й верстѣ отъ Тикича, при безъимянномъ ручьѣ. Жителей обоего пола 1480; земли 4291 десятина. Принадлежитъ Діомиду Парфенову (православ. испов.). Церковь Троицкая, деревяная, 5-го класса; земли имѣетъ 118 десятинъ. Неизвѣстно в какомъ году построена.] Помилка: {{Lang}}: невпізнаний код мови: ru-dor (допомога) |

Названий вище «безіменний струмок» є малою річкою під назвою Тива.
Коли кріпацтво було скасовано, було розпочато формування нового волосного устрою. На цей час селяни мали лише незначний інтерес до формування місцевих органів влади. Невисокий рівень освіти, патріархальна культура та підвищена активність поляків, які масово займали посади у волосних правліннях — можливі причини такої низької активності селян. Вони не асоціювали нову владу з чимось своїм.
Станом на 1864 рік старшиною Хижнянської волості був Юхим Черниш. На той час у волості очевидно бракувало писаря, без якого працювати було значно важче. Тому у січні 1864 року за підтримки громади волості старшина запросив зайняти посаду писаря (як вказують джерела — свого приятеля) 49-річного Миколу Жугу. Служивши 20 років у війську, Жуга був нагороджений різними медалями (також одною срібною) та мав також досвід писаря. Черниш також запропонував Жузі самому встановити собі зарплатню. Жуга ймовірно погодився, проте пізніше був заарештований в Червоному Куті разом з іншими селянами за побиття поміщика П'ясецького. Після арешту Жуги наступником став Андрій Зеленько. 15 липня 1864 року в нього теж проводили обшук, знайшли книгу Т. Г. Шевченка «Гайдамаки». Хоча вона не була заборонена, слідчі все одно склали акт вилучивши книгу.
У 1864 р. хижнянський волосний старшина скаржився уманському повітовому справнику, що тутешні селяни відмовилися платити податки й викупні платежі, мотивувавши це тим, що в інших повітах подібні платежі відсутні. Пізніше стало відомо, що декілька односельців підбурювали мешканців с. Червоний Кут, а також мешканців сусідніх сіл в Таращанському та Звенигородському повітах. У святкові дні вони збирали селян та показували їм якусь грамоту.
20 жовтня 1866 року Северіана Вишинського нагородили набедреником.
В 1868—1869 роках 2-м псаломником в с. Хижні був Григорій Павлович Рубан. який походив із духовного стану. У 1864—1868 роках він був послушником в Києво-Печерській Лаврі.
1 червня 1870 року Северіан Вишинський був нагороджений скуфією, а 16 квітня 1877 року він отримав камилавку.
Згадка про Хижню в географічному словнику Королівства Польського та інших земель слов'янських, виданого в 1880 році:
|  | Хижня с., Уманський повіт, над невеликою річечкою, що впадає до Тікича, віддалена від Умані за 26 верств. Жителів 1480, православного сповідання. Парафіяльна церква та шкілка. Належить Парфьонову. Велика гуральня (горілчане виробництво) з виробництва горілки з меляси. Чорнозему першого ґатунку 4291 десятина. Волосне правління в цьому ж селі, поліцейське - в Умані. Оригінальний текст (пол.) Chiżna, wś, pow. humański, nad niewielką rzeczką wpadającą do Tykicza, o 26 w. odległa od Humania. Mieszk. 1480, wyznania prawosławnego. Cerkiew parafialna i szkółka. Należy do Parfiekowa. Duża gorzelnia wyrobu wódki z melasy. Ziemi pierwszorzednego czarnoziemu 4291 dzies. Zarząd gminny w tejże wsi, policyjny w Humaniu. |

Вказаний вище завод (або ж гуральня) також належала самому Парфьонову. Завод був заснований у 1880 році.
Також на той час у Хижні проживало 1814 жителів, 336 дворів. Було волосне правління (повітове місто за 43 версти). У Хижні функціонували: православна церква, школа, постоялий двір, 4 лавки, паровий і вітряний млини. За 3 версти — гуральня з паровим млином.
За іншими даними на 1885 рік у Хижні проживало 2194.
Станом на 1887 рік гуральня в Хижні належала дворянину Фемістоклу Кузьмичу Попандопуло, управляв заводом Ісаак Йосипович Перельман. Гуральня була в оренді в Південно-Російського винокурного промислового і торгового товариства. Працювало там 30 робітників. Спирт відправлявся в Одесу, а звідти — за кордон. У 1884 р. прибутки заводу склали 488 тис. руб. За іншими даними на цьому заводі оброблялась патока. Спирт за кількістю 37600 відер з Хижнянського заводу відправлявся в Білу Церкву. Решта — збувалась на місці.
Також був маслобійний завод дворянина Парфьонова, заснований в 1872 році. Орендують Фтігор Авербух і Леві. Приводиться в дію локомобілем в 12 сил. На заводі 3 преси, три водяних насоси, дві пари бігунів, пара вальців, чотири сковороди і два фільтри. Перероблялось: конопляне насіння, соняшник, льон і ріпак — всього 25000 пудів; масло збувалось у Київ та Одесу; через станцію Біла Церква відправлено 6 т. п. Завод діяв 147 днів, при 32 робочих; як паливо використовувалась солома.
19 травня 1888 р. в Хижні від необережного поводження з вогнем згорів завод по виготовленню крупи землевласника Петра Калашнікова
В Київських єпархіальних відомостях від 22 лютого 1888 року вказано, що на кліросному послуху в Хижні був священник Андрій Вишинський. Також в Хижні працювала школа грамоти.
В 1888 році винокуром був Янкель Лебедєв, а гуральня була в оренді в Південно-Російського винокурного промислового і торгового товариства.
Також у 1888 році в Хижні один селянин виорав близько 2000 штук старовинних срібних та мідних монет різної величини.
У 1870-1880-х роках для Св.-Троїцької церкви була споруджена дзвіниця, вартістю 2000 рублів.
Станом на 1891 рік в Хижні проживало 2266 осіб, а на заводі працювало 20 осіб.
В 1892 році в Хижні працювала лікарська приймальня та завідувач сільський дільничий лікар. Також в Хижні знаходився мировий посередник 2-ї дільниці.
У 1894 році парафіян чоловічої статі в Хижні налічувалось 1196 осіб.
Станом на 1894 рік гуральня в Хижні належала дворянину Фемістоклу Попандопуло, орендує Іоль-Нусим Тульчинський, завідувач Яків Захарович Лебедєв.
За даними перепису населення Російської імперії 1897 року в Хижні проживало 2614 осіб (1273 чол. 1341 жін.).
Станом на 1897 рік позаштатним паламарем при церкві працював 69-річний Василь Тимофійович Александрович.
В 1899—1900 роках волосним старшиною& був В. Люльченко, писарем — І. Лисяний.
В 1899 році мировим суддею 3-ї судово-мирової дільниці був Дмитрій Христофорович Клопов, с. Хижня.
Також в 1899 році Хижня була в 2 медичній дільниці, 5 благочинному окрузі. В Хижні знаходилися прийомні покої.
Станом на 1899 рік 62 десятинами біля Хижні (загальна цінність 6300) володів Грушенко Олекс. Мик., Беляковський Юхим — 586 десятин (цінність 69646), Закаблуковський Єлисей Семенович — 180 дес. (цінність 18000), Лисяний Іван Лук'янович — 93 (12158), громада Хижні — 52 (5761), Ятовський (або Яневський) Данило Іванович — 289 (34370)
Протягом останньої чверті XVIII — ХІХ ст. в Хижні та в сусідніх селах компактно проживали старообрядці. З кінця ХІХ ст. в краї, почав активно поширюватися штундизм.
Наприкінці XIX століття через дорогу від церкви (на місці теперішніх пришкільних ділянок) стояла старенька хата — це була школа. Замість парт — столи й ослони. Тут навчалося всього до 10 учнів — це були діти тих, хто міг заплатити два пуди зерна в місяць. Дітей навчав дяк.

### XX століття
В 1900 році село Хижня було власницьким і належало Юхиму Фомичу Беляковскому. Господарство в селі вів сам поміщик. Господарство велося по трьохпольній системі.
Дворів у Хижні — 511, населення — 2499 осіб (1211 чоловіків, 1288 жінок). Землі 3578 десятин, з них належить: поміщикам — 1657 дес., церкві — 118 дес., селянам  1803 дес. Головне заняття селян — хліборобство.
Відстань до повіту (м. Умань) — 40 верст, до залізничної станції («Поташ») — 25 верст, до телеграфної станції (м. Жашків) — 20 верст, до державної поштової станції (м. Буки) — 8 верст, до земської державної поштової станції (с. Вороне) — 4 версти.
В селі є: одна православна церква, одна двокласна приходська школа, 1 державна винна лавка, 1 водяний млин і один цегельний завод, що належать поміщикові, 1 вітряний млин, 5 кузень, 1 приймальня, 1 фельдшер та 1 хлібний магазин, де до 1 січня 1900 року було 628 чт. озимого та 314 чт. ярового хліба. Пожежний обоз складається з 1 насоса, 2 бочок, 5 багрів.
В 1899—1900 роках землею біля Хижні володіли: Біляковський Юхим — 586 десятин (загальна цінність 69646), Закаблуковский Єлисей Семенович — 180 десятин (18000), Лисяний Іван Лук'янович — 93 десятини (12158), Ятовський Данило Іванович — 289 десятин (34370), спільнота селян села Хижні — 52 десятини (5761).
В Хижні у 1900 році проживав 61 єврей (29 ч., 32 ж.).
Завідувач хижнянської воєнно-кінської частини відставний поручик Михайло Констянтинович Сусалін.
Також у 1900 році почесним попечителем Хижнянської бібліотеки-читальні був лікар Порфирій Демуцький. Порфирій Демуцький, український фольклорист, хоровий диригент та композитор, у своїй автобіографії зазначав: «Захват співаків і авдиторії був надзвичайний, а через ті концерти, що єднали всіх селянських мешканців, набували з кожним роком все більшої популярності і ціни. Ті концерти розбудили всі наочні сили і скрізь в сусідніх селах стали виникати такі–ж хори і деякі з них дійшли до великого розвитку (так хор в Новій Греблі, Хижні, Красностівці, подібний в Крачківці, Янишівці), доведені були їхніми диригентами до такої перфекції, що виступали і на концертах прилюдних».
10 жовтня 1900 року Хижню відвідав преосвященний Сергій, єпископ Уманський. 2 жовтня він виїхав з Києва для огляду церков та церковно-приходських шкіл у повітах Києвської губернії.
У 1901 році у Хижні проживало 2720 осіб.
В лютому 1902 року на священицьке місце при Троїцькій церкві, яке з 19 листопада 1901 року було вільним, з с. Курава Бердичівського повіту було переведено Антонія Яковича Менчіца, який був родом із с. Заброд Волинської губернії. В 1857 році закінчив Київську духовну семінарію. Одразу після переведення в Хижню в лютому 1902 року він був удостоєний Ордену Св. Анни 3-го ступеня.
1901—1913 рр. — церква належала до 6-го Благочинницького округу.
В 1903—1904 роках був учителем 2-го класу 2-класної церковнопарафіяльної школи с. Хижні Яків Дометіанович Сікорський, якого потім перевели в Ухожу.
В 1904 році в Хижнянській двокласній церковнопарафіяльній школі пустувало місце вчителя з зарплатою 360 рублів.
Станом на 1904 рік Хижня належала до 6-го благочинного округу, благочинним був священник з Побійної Андрій Когутовський.
У час революції 1905—1907 у 1905 році село Хижня охопили аграрні страйки, де селяни вимагали збільшення заробітної плати та відсторонення від робіт селян із сусідній сіл.
Станом на 1906 рік волосне управління Хижнянської волості знаходилося в Буках.
У 1906 році на один з днів Великодня в селі зібралось на святкування багато народу, який милувався іграми й танцями молоді. В той час селянин Климентій Грабенко закликав своїх товаришів відправитись до місцевого землевласника Георгія Ящика, до якого Грабенко здавна відчував неприязнь, та влаштувати там якісь безпорядки. Дехто з товаришів уже погодились йти з ним, проте сільська адміністрація приборкала бунтівників і розігнала їх по домах.
6 травня 1906 р. Антоній Менчіц був нагороджений Благословінням Св. Синоду з грамотою.
6 травня 1907 р. Антонія Менчіца було піднесено до гідності протоірея.
28 січня 1908 року окружним духовенством було відзначено 50-річний ювілей протоірея Антонія Менчіца. В день урочистостей Літургію співав хор учнів місцевої 2-класної церконопарафіяльної школи, яким керував учитель Леонтович. З близьких родичів були присутні син, теж священик, три доньки і брат, теж протоірей, котрий служив у Монастирищі.
У 1908 році протоірей Антоній Менчіц отримав Орден Св. Володимира 4-го ступеня.
В 1909 році Беляковський Юхим Фом. володів 2008 десятинами землі, частина якої була при Хижні.
В 1909—1913 роках старшиною волості був Антип Єлисейович Малярчук.
У 1910 році в Хижні проживало 3 025 осіб (1 514 чол. і 1 511 жін.).
В лютому 1910 року батюшка о. Менчиц сповістив губернську земську управу, що в Хижні «косить» дітей скарлатина. Батюшка попросив лікарської допомоги, оскільки на той час померло уже 200 дітей.
Пізніше, 20 серпня 1910 лікарсько-санітарним бюром київського земства повідомляється про хворих на холеру. В Хижні захворіло на той час 9 осіб, померло — 4 особи. Букським участковим лікарем уманського повіту було повідомлено, що причинами поширення холери в 1910 році було те, що родичі та знайомі відвідували холерних хворих. Окрім того бракувало чистої води. Зокрема у Хижні та Крачківці, де холера лютувала найдовше, населення брало воду з копанок, в яких пралася білизна холерних хворих..
У 1910 році у контексті кооперативного руху в Хижні було відкрито нове потребительське товариство.
Церковний капітал у 1910 році складав 6 500 рублів. Церковний причт Хижні мав у розпорядженні 118 дес. землі, що було одним із основних джерел його утримання. Іншими джерелами утримання духовенстав були: оренда шкільної землі (300 рублів в рік), казенна платня, плата за треби та пожертвування добродійників. Окрім цього були також доходи з чашок, що стояли при іконах.
В 1909—1910 рр. писарем волості був Макар Федорович (Теодорович) Матсенко (або Матеєнко).
В 1909 році на місце 2-го псаломника в с. Хижню з Васильківському повіту перевели Віктора Петровича Вітвіцького — сина священника та випускника 1908 року Київської духовної семінарії. В Хижні він прийняв священицький сан. А через рік, 13 лютого 1910 року його призначили священиком в Нову Греблю.
У 1910 році збудували нову кам‘яну церкву. Це була Євфиміївська церква. Її побудува поміщик Георгій Ящик. Святий Синод двічі (13 лютого 1911 р. і в травні 1913 року) слухав представлення Преосвященного Флавіана, Митрополита Київського і Галицького, з клопотанням відкриття вакансії другого штатного священника, з призначенням йому утримання з казни та псаломника для проведення богослужінь. Тож 30 серпня 1913 року був підписаний Указ про відкриття у Хижні другого штатного причту, але за умови, що Ящик внесе в Державний банк вічним вкладом 5000 рублів, відсотки з якого мали надходити на користь причту нової церкви, що становило 190 руб. чистого прибутку в рік.
З 1910 року у Хижню з Чигиринському повіту був перведений для служби псаломником Георгій Шидловський. Він був сином священника, у 1891 році він закінчив 2-класне міське училище в Гайсині, а у 1908 році він склав іспит на псаломника.
1 травня 1913 року священник Антоній Менчіц вийшов за штат.
Наприкінці ХІХ — на початку ХХ століття відбувалися аграрні міграції з села в пошуках кращої долі, зокрема, близько 1910—1914 рр. через малоземелля кілька хижнян поїхали на заробітки до Канади.
В 1911—1914 рр. — писарем волості був Полікарп Захарович Хомула (в записах також Намула, Хамула).
При Хижні землею не менше 1000 десятин володів землевласник Ящик Георгій Юхимович (в 1910—1911 рр. написано Пилипович). Так, в 1910—1911 рр. в його володіннях було 1087 десятин [8, 10], в 1912—1915 рр. — 1180 десятин.
У 1913 році у працювали бакалія і мануфактура, винна лавка № 328.
Населення Хижні за кліровими відомостями 1913 року:
| Кількість мешканців | Кількість мешканців | Кількість мешканців | Кількість дворів | Кількість дворів | Кількість дворів | Кількість дворів | Кількість дворів | Кількість дворів | Кількість дворів | Кількість дворів | Кількість дворів |
| Разом               | ч/ж                 | Духовенства, ч/ж    | Всього           | Духовенства      | Дворян           | Воєнних          | Міщан            | Селян            | Євреїв           | Католиків        | Сектантів        |
| 3067                | 1520/1547           | 13/6                | 380 1/4          | 3 1/2            | 2 1/2            | —                | 2 3/4            | 364              | —                | —                | 7 1/2            |

Серед усіх хижнянських жителів 61 особа були іновірцями, 19 осіб духовного стану, 21 особа дворянського стану, 28 міщан і 2938 селян.
З 25 вересня 1913 року на вільне священицьке місце був переведений із с. Заруддя Липовецького повіту Наркіс Чепурковський, яки зарекомендував себе добрим душпастирем.
З 2 вересня 1913 року священником при новозбудованій Євфиміївській церкві став 26-річний вихідець зі священницької родини та випускник 1908 року Київської духовної семінарії Симеон Миколайович Татаров. Його було переведено з села Кожухівці Уманського повіту, де він прийняв священство.
В 1914 році старшиною волості був Андрій Павлович Риженко.
За митрополичою резолюцією від 12 березня 1915 року за № 1065, до дня Пасхи Наркіс Чепурковський був нагороджений скуфією.
Пани Ящики і Яневські, напевне, єдині російські поміщики в цьому краї, якщо не рахувати родових помість російських магнатів, майже чужих цьому краю, які мешкають в Петербурзі чи за кордоном.
В 1915 році роках старшиною волості був Георгій Петрович Коструба, писар — Микола Федорович Тележинський.
Станом на 1916 рік була чотирикласна школа, учителем до якої було призначено Александровича Андрона Васильовича. Школа існувала до 1927 року.
1 липня 1917 року Симеон Татаров був нагороджений набедреником. А через три тижні його перевели в с. Городецьке.
10 листопада 1917 року на місце Татарова із с. Черкаса Васильківського повіту було переведено Євфимія Григоровича.
Поміщиками на той час були:
- Попандопуло Іван Еммануїлович, 180 дес., 400 саж., Хижня, хут.
- Яневський Георгій Данилович, 289 дес., 2226 саж., с. Хижня.
- Ящик Григорій Юхимович, 1105 дес., 2274 саж., с. Хижня.

Село Хижня відігравало значну роль у вирі описуваних подій 1918-1919 років, про що свідчать спогади А. Андрієнка, уродженця Уманського повіту Київської губернії та сина місцевого священика .   
У 1918 році, коли селяни були сповнені надій на отримання землі та радо вітали зміни влади, жителі Хижні проявили активну позицію у захисті своїх інтересів. Вони виступили проти пограбування цукрового заводу в сусідній Маньківці, оскільки це загрожувало роботі багатьох односельців. Коли ж німецькі війська окупували регіон і місцевий пан Лозінський зажадав повернення награбованого майна, селяни змушені були коритися, але затаїли образу.   
У червні 1918 року частина селян із Хижні приєдналася до повстання проти німців, що охопило Звенигородський повіт. Попри поразку повстання, у селі збереглися зброя та бунтівний дух.   
У 1919 році Хижня знову стала центром підготовки повстання, цього разу проти більшовицької влади. Село координувало дії з іншими населеними пунктами, збирало зброю та готувало загін для виступу. Таким чином, Хижня була не просто місцем проживання селян, а важливим осередком опору та боротьби за свої права у складний період історії.
28 грудня 1919 року УНР було видано таємний украз № ХVІІ по Запоріжському війську. В одній з частин якого вказано, що частини Запоріжського війська УНР осягнули район Вороне-Красний Кут. За планом, 6 загін мав вирушити по маршруту Хижня-Харківка-Маньківка, 3 дивізія з 8 загоном — по маршруту Хижня-Харківка. Метою було осягнути де-які райони в сторну Маньківки, зруйнувати телеграфні дроти, залізницю (Поташ тощо), захопити переїзди, встановити штаби в окремих населених пунктах (Легезино, Касанівка, Маньківка).
У травні 1920 року організовано Хижнянську сільську раду депутатів трудящих Маньківського району Київської області.
З інформації про партизанську діяльність УНР відомо, що 3 грудня 1920 року 50 кавалеристів-партизанів прийняли бій в с. Хижня із 140-ю стрілецькою бригадою красноармійців. У результаті — красноармійці роззброєні, а комбриг убитий.
У 1921 році було утворено Київський трест радгоспів, до якого входили села: Хижня, Вороне, Павлополь, Антонівка і Мар'янівка. Керівником цього Українського господарства (УРГО) був Павловський.

### Радянський період
В 1922 році організовано радгосп (Хижня, Вороне, Павлівка, Антонівка, Мар'янівка). Першим директором став Петренко.
За 3 км від с. Хижня в 1923—1924 рр. утворився хутір Одая (з молд. Odaia — хутір). Який було перейменовано на Одай. Хутір увійшов до Хижнянської сільської ради.
У 1924 році першим директором школи став Александрович Андрон Васильович.
25 листопада 1924 року на 10 годину було скликано усіх політруків в Умань в Окрком ЛКСМУ на триденний курс-з'їзд політруків для політроботи на осінніх табірних зборах допризовників 1903 року. В списку політруків, які повинні були з'явитися був також політрук з Хижні Демиденко Савва Афанасієвич.
Станом на 1924 рік було вказано, що у Комсомолі лише 10% дівчат. А в окружних організаціях, де переважає сільське населення - лише 3-5%. Хижнянський осередок був наданий у приклад іншим, де, через спілкування у повсякденному житті, вдалось переконати дівчат відвідувати осередок та брати активну участь у роботі сельбуду.
У 1924 році колишня хата попа, де на той час там було організовано хату-читальню, згоріла. Після цього хата-читальня змушена була переїхати до школи, де для неї було виділено 2 кімнати. Також планувалась побудова театру, для чого розібрали де-які інші колишні попівські будівлі.
10 квітня 1925 року було поргабовано жителів Хижні - селян Бровченка та Черниша. Це зробила банда грабіжників на чолі з бандитом "атаманом" Кучеруком Порфирієм. До його банди належали також Ілля Жук, Олександр Коваленко та Василь Колодій. В грудні 1924 року по дорозі з Кищенець до Кремеця пограбували жителів м. Буки Рейтмана та інших. 6 квітня ця банда вкрала зброю із камери нарсуду 9 участка Уманьского округу в м. Буки.  А 11 квітня між селом Вороне та станцією Поташ вони пограбували проїзджих селян. При обшуку у затриманих виявлено зброю та частина награбованого. Банду було ліквідовано співробітниками Уманського окрмілрозшуку.
На початку 1925 року хижняни скаржились, що новин про Хижню в газетах дуже мало, оскільки не вичтачає сількорів. За тими даними в Хижні є і млини, і крупорушки, і два радгоспи. Також і освічених багато і колишніх офіцерів. Так, було закликано громадянку Грічішниху написати в газету про звіт за рік сільського господарства. Громадянина Верзуна - про наділ садибами. Декаре і Павловського - про організацію зерноочисних і прокатних пунктів, про їх лекції по сільскому господарства та наслідки цих лекцій.
У 1925 році було заявлено про труднощі доставки пошти до села. Наразі доставка пошти проводилася через виконавців та інших осіб, а не через листонош, що було б доцільніше.
У 1925 році була активна фаза вирубування колишнього поміщицького парку, який був окрасою села.
У 1925 році піп Похитайлюк перешкоджав відвідуванню дівчатами клубу, заганяючи їх до церкви. На думку хижнянського сількора, це заважало розвитку інтересу у дівчат до освітньої справи.
У 1927 році на території сіл Хижня та Одай засновано три колгоспи — «Нове життя», «Колгоспна правда», «Комунар». Та у 1929 році в селі пройшла суцільна колективізації. Були усуспільнені коні, вози, сани, сільськогосподарський реманент.
З 1928 року школу реорганізовано на семикласну (неповну семирічку).
Будівництво нинішньої середньої школи почалося в 1934 році. Для цього розібрано дві церкви, дерев'яну і цегляну (панську). Під час розібрання дерев'яної церкви знайдено могилу і пляшку з запискою, в якій зазначено: «Тут похований сотник Війська Запорозького». На його могилі й збудовано церкву.
У 1936 році будівництво завершилося, й невдовзі учні навчалися в новому приміщенні, у 1941 році був випуск першого 10 класу. Але життя школи перервала війна, у приміщенні розмістився німецький госпіталь.

#### Голодомор 1932—1933 років
Село постраждало внаслідок геноциду українського народу, проведеного окупаційним урядом СРСР 1923—1933 та 1946—1947 роках.
Зі спогадів Катерини Марченко, 1919 р. н., жительки села Кищенці, дослідниці Голодомору:

А в Кищенцях і далі закопували. Було в селі 1932—1933 року 1200 дворів. Загинуло від голоду 2000 осіб. Досліджував події голодних років у селі Кищенці нині покійний Яценко Петро Михтодович, що мав вищу освіту, був людиною розумною і обдарованою. Село Хижня, в 6-ти кілометрах від Кищенець. Померло від голоду 1500 осіб. Досліджував події голодомору в цьому селі Тим Гаврилюк, що вже був у 90-річному віці. Мав освіту — реальне училище.

Проте, за офіційними даними вказано, що в 1932—1933 роках в селі від голоду загинула 271 особа. Мартиролог укладено на підставі свідчень очевидців Голодомору. 
Олійник Марія Павлівна, 1924 року народження:

Мій дід мав машину, двигун, січкарню, пасіку. Коли почалася колективізація, у нього усе забрали. Вигнали з хати жінку, його і двох дітей. Пізніше дід виїхав до Сибіру. Мій батько на другий день пішов і все добро переволік назад, додому. Прийшли активісти і відібрали усе. Забрали вівці, корову, все, що було у господі. Батько змушений був покинути сім'ю і поїхати на Донбас. У 1932 році мати розрізала ногу склом, і через це не могла піти на роботу у колгосп. Прийшли активісти і голова колгоспу Байрак, і за те, що мати залишилася вдома, викопали геть усе на городі: картоплю, буряки, моркву, квасолю. У нашій сім'ї було п'ятеро дітей. Старший брат помер. Сестра, в якої позапухали очі, ледве врятувалася від голоду гіллям з вишень.

Завада Євдокія Захарівна розповіла, що діялося у ті страшні роки:

Це було 1933 року. Року, коли люди не були вже людьми, а можна сказати нелюдами. Всі, хто ще мав силу працювати, одержували в радгоспі (тоді в селі існував радгосп) пайок, який складався з кусочка глевкого хліба і щось похоже на висівки, що нині скормлюють свиням. У нас чудом уціліла корова, і тому лише спасались молоком. Поряд нас жила наша родичка Секлета з свекрухою та хлопчиком Васильком. Вони вже були опухші, ноги набряклі і, можливо, з нелюдських мук голодання, вона пішла до сусідки Попик Параски, яка ходила на роботу в радгосп і вкрала в неї пайок. Кожна жива людина тоді дорожила крихтою хліба, мабуть тому і домовилась Параска зі своєю подругою Ганною Лисак піти і забрати той крихітний пайок. А перед цим хлопчик Вася прийшов до мене і попросив, щоб я дала йому ніж. На моє запитання: «А що ж ви будете ножем різати?» він біднесенький насилу вимовив: «Мама буде бугилу різати та юшку варити». Це така трава, з якої варили юшку. А другого дня його мати принесла пальтечко з хлопчика і сказала, щоб я забрала своєму хлопчику, бо, мовляв, Вася помер в інтернаті колгоспному, в який його забрали. Я кажу, що воно мені не потрібне, хлопчику 10 років, а моєму першому сину було півтори. Того ж дня вранці Ганна з Параскою пішли до них, щоб забрати свій пайок і побачили намочене м'ясо в макітрі, яке мало білуватий відтінок. Сапаючи буряки на полі, вони розмовляли між собою, дивуючись, що то за м'ясо намочене, ніби як із людської спини, а поряд ходив голова сільради тов. Голуб і почув про це. Забрав їх обох у бричку з поля і повіз до сільради, потім до Секлети у двір… То було м'ясо з їх хлопчика Васі. ЇЇ забрали, і про неї не відомо нічого й нині, а свекруха померла лежачи на печі. Коли моя свекруха запитала її: «А чи й ви, дядино, їли м'ясо з Васі?» — вона сказала, що тільки юшечку пила, а невістка щось хрумала. Тяжко і боляче й досі згадувати. У 1958 році мій старший син Микола почав будівництво хати на тому місці, де колись була хата Секлети. Копаючи котлован під хату, викопали дитячий череп, тому що тоді, скільки не шукали голову покійного Васі, знайти не змогли, як речовий доказ. Я заплакала, коли викопали цей череп, — нелюдські муки заставили жінку з'їсти своє єдине дитя.
А як же люди вірили в Сталіна, в його ідеї, в будівництво нового життя. Мій чоловік, нині покійний, Василь Завада був бригадиром, а головою колгоспу поставили Поліщука М., в якого було семеро дітей. Одного дня вранці мій чоловік зайшов загадувати на роботу його жінці (Головиха, семеро дітей, але і їй загадували іти на роботу — авт.-упор.), а вона плаче; діти голодні, опухші і їсти немає чого. Вона стала просити мого чоловіка, щоб він на коморі украв трішки у пазуху хоч макухи і приніс її дітям, бо, каже, боюсь і казати чоловікові. І мій чоловік, крадучись, ніс її дітям макуху. Розкажи тепер будь-якому голові колгоспу — не повірить.

Спогади Кривосара Іллі Леонтійовича:

У 1932—1933 рр. в нашому селі як і по всій Україні, був організований штучний голод. Урожай зернових культур був не гірший, ніж у попередні роки, але в державу було забрано хліба в декілька раз більше, ніж до цього. Люди залишилися без нічого: їли листя з дерев, ловили в Тікичі беззубки, інші несли свої домашні речі в села Охматів і Сабадаш, і обмінювали на картоплю та інші продукти. Справжній голод у Хижні почався з березня 1933 року. Виснажені люди пухли від недоїдання, масово помирали. На нашім кутку проживало 800 осіб, з них вимерло 140, а в колгоспі «Колгоспна правда» — 340. У дійсності в нашому селі померло понад 1000 чоловік. У селі був інтернат для сиріт, але й там діти вимирали з голоду. Випадки людоїдства були неодноразовими. Племенник Трохим поїв своїх мертвих дітей, вийшов на поле і помер. Часто могильщики забирали напівживих людей і везли до спільної ями. Так Кисіль Євдокія Пилипівна і Коломієць Максим Родіонович зовсім були виснажені, їх забрали і вкинули до рову з мертвими тілами. Тут, на кладовищі, вони назбирали кісточок черешень, на полі — лушпиння із зерна, підкріпились, і з трудом добрались до своїх осель і вижили. Проживши довге життя, вони померли в один день.

Кріт Олексій Фотович, мешканець села Одай:

У нас у селі жила жінка з двома синами і дочкою. Одного разу я пішов до них по щось. А в клуні ця жінка вже гострила ножа. Вона сказала своїм синам, щоб вони погукали мене. Хотіли зарізати мене, але я утік. А на другий день я узнав, що вона зарізала свою дочку, тому що не було що їсти. У голод 33–го року їли, що бачили: котів, собак, їли одне одного. Ось один з випадків. У сім'ї моєї дружини була корова, і вони жили краще. А їхня сусідка жила гірше, в неї зовсім не було що їсти. І ось одного разу ця сусідка прийшла до криниці по воду, впіймала котеня, яке бігало поруч, зловила його і з'їла. Хай Господь не доведе до такого голоду, який був зроблений штучно.

Жмуд Ганна Пилипівна:

Багато людей в той страшний рік скосила смерть. Люди пухли від голоду, або ставали людоїдами. Жив у нас у селі один чоловік із жінкою. Одного разу принесла ця жінка моїй мамі гарну хустинку, щоб поміняти на хліб. Її чоловік, мій батько, порадив: «Віднеси цю хустку назад, тобі потрібно годувати дітей». Понесла моя мама цю хустинку до тієї жінки, а коли прийшла, то виявилось, що її не було вдома. Зайшла в хату, в хаті було важке і насичене повітря, чоловік тієї жінки запросив присісти, а поглядом шукав сокиру. Помітивши щось не ладне, моя мама вирішила віддати хустку і піти додому. Але біля дверей чоловік із сокирою зупинив її. З переляку мама відіпхнула його і втекла. При обшуку хати, під піччю, знайшли три людські голови, які були заховані. Попід хати їздила підвода і забирала мертвих людей, яких відвозили в загальну яму на цвинтарі. Так одного разу забрали на підводу живого хлопчика. Він просився, щоб його відпустили, що він іще живий, але могильщики не хотіли іще раз їхати за ним, адже все одно умре. Відвезли цього хлопчика на цвинтар і вкинули в яму. На другий день він приліз додому. Роки голодомору зміг пережити.

Коломієць Соломія Мусіївна:

Їсти майже не було що, лише у бочці було накришено трішки буряків на борщ. Я з сусідкою Ганною пішли в Сабадаш, щоб наміняти хліба. Вдома я залишила трьох дітей Ганну, Колю і маленьку Нінку, а також двох сусідчиних дітей. Ішли пішки, дорога була не близькою, додому повернулися ввечері. Дітям дуже хотілося їсти, і вони з'їли кислі буряки. Ніна була зовсім маленькою, вона померла.

Бабій Текла Матвіївна:

Була велика голодовка, що їли бур'ян всякий, бараболю гнилу, дітей своїх їли. Померла мати, а дитина їла пальці своєї мертвої матері. Бувало ідеш з поля, а людина лежить на дорозі і просить кусок хліба. Самі ми чуть не вмерли, ноги попухли, та було жито на городі, та й пекли із нього млинці. Отак ми вижили. Була я виконавцем і послали мене туди, де зарізали дитину і склали м'ясо у діжку. Тоді ту жінку забрали, а м'ясо дитяче везли на підводі, то жінка з підводи хапала м'ясо і їла сирим.

Цвинтарна Тетяна Канівна:

У нашій сім'ї було шестеро дітей. З голоду померли батько, дев'ятирічний брат та сестра двох років. Тільки дякуючи корові, ми змогли вижити. Їли все, що потрапляло на очі. Пекли з полови млинці, добавляли мілясу. Вишукували на полі буряки, з них варили салабай.

Коломієць Христя Максимівна, 1919 року народження:

Ой Боже, по дорозі їдуть вози, нагружені пшеницею, музика грає, а ми танцюємо. Ми ж не знали, нащо і куди його везуть. Забирали геть усе. Було прийдуть, перевернуть у хаті все, повикидають з діжок приготовлене на зиму. Шукали не тільки зерно, забирали навіть образи. Одяг, рушники ми ходили міняти в Сабадаш, Соколівку на нещасну жменьку зерна.

Хвостенко Надія Трохимівна:

У 1932 році був дуже хороший урожай і, напевно, не було б голоду, якби наприкінці 1932 року не забирали б у людей все, що було: кури, гуси, качки, корови, коні, кози. Забирали все, навіть до останньої крихітки хліба. Коли була зима, то померло дуже багато людей. Ходили попід хати не з Москви, а з нашого села і забирали все, оставляли людей без нічого. Люди мерли і дуже слабли. Був виділений спеціальний їздовий, який збирав мертвих, живих, напівживих і скидав їх в одну яму. Одного разу, коли людей звезли до цієї ями, то одна жінка, яка жила на Лисаківці, вночі вилізла з ями і городами пішла додому. Вона дуже довго ховалася вдома, щоб її знову не вкинули в ту яму. Були й приклади людоїдства. Яма з мертвими людьми була ще не повна, і голодні односельці обрізали шкуру з трупів і їли її сирою. Коли настала весна, люди здирали з дерев глей і з листям їли його. Це були дуже тяжкі дні.

Питель Віра Амонівна, 1924 року народження:

Пухлі, виснажені, голодні люди; немічні, сухі, скривджені діти плачуть, їсточки просять. Рачкують по землі, шукаючи здобичі, щоб що-небудь вкинути в рот. Порачкує, порачкує і припаде до землі, умираючи голодною смертю. Немає нічого. Не вистачає листя на деревах — обривають люди, сушать і з мерзлою картоплею, яку вишукують на полі, печуть матержаники. Не видержуючи голоду, люди втрачали материнські почуття і совість. Різали своїх дітей, їли. Люди ставали гірше звірів. Баба Сидориха зарізала свого хлопчика — сина Васю. Порубала, склала в чугун і винесла в погріб. Огляділися сусіди, що не видно Васі, кинулися шукати. Найшли його м'ясо в погребі. Суд таких людей не карав. Судом була голодна смерть. Люди рятували себе падаллю. На полі вишукували дохлих тварин, рубали на частини і їли. Багато матерів підкидали своїх дітей під тин інтернату, а самі ішли світ за очі. Люди гинули, як потравлені мухи, падали на дорозі, де тільки заставала їх смерть. Виділялася підвода, що збирала померлих людей, аби не залишити на розтерзання собакам. У широку, але не глибоку яму (бо не було кому копати) звозили мертвих і напівмертвих жінок, чоловіків, дітей. Ці маленькі божі створіння рученятами брали землю у рот і їли. Яник, ще молодий хлопець, був сліпий і каліка на ноги, валявся у дворі і просив їсти, та так і помер голодною смертю. Люди взяли його, замотали в рядно і занесли до ями. Поклали його так, у рядні, зверху на мертвих. Домовин ніхто не робив, не було кому і не було з чого. Людей кидали, як тварин у скотомогильник кидають. Хто зміг вижити, хто діждався жнив, ішли в поле і крали колосочки, тим і спасалися. Та й колосочки було не так легко взяти. Дорослих судили, а дітей сильно били. Після голоду, ті, хто вижили, розшукували своїх дітей і знову створювали сім'ї.

Козій Євдокія Петрівна народилась 1 березня 1930 року:

У 1933 році почався жахливий голодомор. Мого діда розкуркулили, їсти було нічого. Тому батько зарізав теличку. На вечір ми їли м'ясо, його мама приготувала. На ранок бабуся, братик і мама не прокинулися. Я залишилася одна з батьком. Тоді мені було три роки …

30 січня 1933 року у доповідній записці начальника Київського обласного відділу ОДПУ Розанова і начальника секретно-політичного відділу Київського особливого округу Державного політичного Управління Медведєва про продовольчі труднощі і випадках голоду на цьому грунті в Київській області було вказано, що ''«останнім часом в колгоспі є групи чоловіків і жінок від 50 до 100 осіб., які категорично вимагають видачі хліба. Правління колгоспу повністю розрахунку не виробляло. Бідняк-одноосібник Б. вживав у їжу собак і кішок, причому колгоспникові Коломійцю говорив, що збирається вживати в їжу і людське м'ясо.»''.
Свідчення зберігаються в Державному архіві Черкаської області (ДАЧО, Р-5664, оп. 1, спр. 44).
| Список жертв Голодомору 1932—1933 рр. по селах Хижня та Одай (Національна книга пам'яті жертв голодомору в Україні. Черкаська область.). Вказано 235 осіб |
| --- |
| Білоус Василь, селянин, 1933 р., причина смерті — голод.                                                                                                  |
| Білоус Дмитро, селянин, 1933 р., причина смерті — голод.                                                                                                  |
| Білоус Григорій, різноробочий селянин, 1933 р., причина смерті — голод.                                                                                   |
| Білоус Пилип селянин, 1933 р., причина смерті — голод. |
| Білоус Мотря, 1933 р., причина смерті — голод. |
| Білоус Петро, різноробочий селянин, 1933 р., причина смерті — голод.                                                                                      |
| Бондаренко Гордій, різноробочий селянин, 1933 р., причина смерті — голод.                                                                                 |
| Бондаренко Максим, різноробочий селянин, 1933 р., причина смерті — голод.                                                                                 |
| Бондаренко Устим, різноробочий селянин, 1933 р., причина смерті — голод.                                                                                  |
| Бондаренко Василь, 1933 р., причина смерті — голод. |
| Бондаренко Югин, 1933 р., причина смерті — голод. |
| Бондаренко Василь, різноробочий селянин, 1933 р., причина смерті — голод.                                                                                 |
| Бондаренко Олексій Гаврилович, різноробочий селянин, 1933 р., причина смерті — голод.                                                                     |
| Бондаренко Пелагея, 1933 р., причина смерті — голод. |
| Бондаренко Ганна, 1933 р., причина смерті — голод. |
| Бондаренко Текля, різноробочий селянин, 1933 р., причина смерті — голод.                                                                                  |
| Бровченко Афанасій, 1933 р., причина смерті — голод. |
| Бровченко Яків, 1933 р., причина смерті — голод. |
| Бровченко Василь, 1933 р., причина смерті — голод. |
| Бровченко Павло, 1933 р., причина смерті — голод. |
| Бровченко Іван, 1933 р., причина смерті — голод. |
| Бровченко Параска, 1933 р., причина смерті — голод. |
| Бровченко Василь, 1933 р., причина смерті — голод. |
| Бровченко Уляна, 1933 р., причина смерті — голод. |
| Бровченко Григорій, 1933 р., причина смерті — голод. |
| Бровченко Яків, 1933 р., причина смерті — голод. |
| Бровченко Килина, 1933 р., причина смерті — голод. |
| Бровченко Хавра, 1933 р., причина смерті — голод. |
| Бровченко Григорій, 1933 р., причина смерті — голод. |
| Бровченко Антін, різноробочий селянин, 1933 р., причина смерті — голод.                                                                                   |
| Бровченко Оляна, 1933 р., причина смерті — голод. |
| Бровченко, дитина, 1933 р., причина смерті — голод. |
| Бровченко, дитина, 1933 р., причина смерті — голод. |
| Бровченко, дитина, 1933 р., причина смерті — голод. |
| Бутенко Іван, 1933 р., причина смерті — голод. |
| Бутенко Наталія, 1933 р., причина смерті — голод. |
| Бутенко Тетяна, 1933 р., причина смерті — голод. |
| Бутенко Парфентій, селянин, 1933 р., причина смерті — голод.                                                                                              |
| Бутенко Павло, 1933 р., причина смерті — голод. |
| Бутенко Василь, 1933 р., причина смерті — голод. |
| Бутенко Марія, 1933 р., причина смерті — голод. |
| Бутенко Варвара, 1933 р., причина смерті — голод. |
| Бутенко Меланія, 1933 р., причина смерті — голод. |
| Бутенко Оляна, 1933 р., причина смерті — голод. |
| Бутенко Федот, 1933 р., причина смерті — голод. |
| Бутенко Оляна, 1933 р., причина смерті — голод. |
| Бутенко Парфентій, 1933 р., причина смерті — голод. |
| Бутенко Павло, 1933 р., причина смерті — голод. |
| Бутенко Василь, 1933 р., причина смерті — голод. |
| Бутенко Маруся, 1933 р., причина смерті — голод. |
| Бутенко Меланія, 1933 р., причина смерті — голод. |
| Бутенко Варвара, 1933 р., причина смерті — голод. |
| Вуйченко Андрій, 1933 р., причина смерті — голод. |
| Вуйченко Килина, 1933 р., причина смерті — голод. |
| Гавенко Клим, різноробочий селянин, 1933 р., причина смерті — голод.                                                                                      |
| Герлига Іван, 1933 р., причина смерті — голод. |
| Герлига Євдокія, 1933 р., причина смерті — голод. |
| Герлига Василь, різноробочий селянин, 1933 р., причина смерті — голод.                                                                                    |
| Герлига Олексій, різноробочий селянин, 1933 р., причина смерті — голод.                                                                                   |
| Грищенко Мартоха, 1933 р., причина смерті — голод. |
| Грищенко Хома, 1933 р., причина смерті — голод. |
| Грищенко Наталія, 1933 р., причина смерті — голод. |
| Грищенко Іван, різноробочий селянин, 1933 р., причина смерті — голод.                                                                                     |
| Груша Явтух, 1933 р., причина смерті — голод. |
| Груша Фросина, 1933 р., причина смерті — голод. |
| Демиденко Ганна, 1933 р., причина смерті — голод. |
| Демиденко Семен, різноробочий селянин, 1933 р., причина смерті — голод.                                                                                   |
| Демиденко Домка, 1933 р., причина смерті — голод. |
| Демиденко, дитина, 1933 р., причина смерті — голод. |
| Дробаха Григор, 1933 р., причина смерті — голод. |
| Завада Андрій, різноробочий селянин, 1933 р., причина смерті — голод.                                                                                     |
| Завада Гордій, різноробочий селянин, 1933 р., причина смерті — голод.                                                                                     |
| Завада Іван, різноробочий селянин, 1933 р., причина смерті — голод.                                                                                       |
| Завада Настя, 1933 р., причина смерті — голод. |
| Завада, різноробоча, 1933 р., причина смерті — голод. |
| Завада Семен, 1933 р., причина смерті — голод. |
| Завада, дитина, 1933 р., причина смерті — голод. |
| Завада Юхим, різноробочий селянин, 1933 р., причина смерті — голод.                                                                                       |
| Коваленко Максим, 1933 р., причина смерті — голод. |
| Коваленко Оксана, 1933 р., причина смерті — голод. |
| Козій Василь, 1933 р., причина смерті — голод. |
| Козій Параска, 1933 р., причина смерті — голод. |
| Козій Настя, 1933 р., причина смерті — голод. |
| Козій Маруся, 1933 р., причина смерті — голод. |
| Козій Степан, різноробочий селянин, 1933 р., причина смерті — голод.                                                                                      |
| Колісник Іван, 1933 р., причина смерті — голод. |
| Колісник Тодоска, 1933 р., причина смерті — голод. |
| Колісник Марія, 1933 р., причина смерті — голод. |
| Колісник Василь, 1933 р., причина смерті — голод. |
| Колісник Анань, різноробочий селянин, 1933 р., причина смерті — голод.                                                                                    |
| Колісник Василь, 1933 р., причина смерті — голод. |
| Колісник Надія, 1933 р., причина смерті — голод. |
| Колісник Микола Федотович, різноробочий селянин, 1933 р., причина смерті — голод.                                                                         |
| Коломієць Євдокія, 1933 р., причина смерті — голод. |
| Коломієць Михайло, різноробочий селянин, 1933 р., причина смерті — голод.                                                                                 |
| Коломієць Карпо, 1933 р., причина смерті — голод. |
| Коломієць Марія, різноробочий селянин, 1933 р., причина смерті — голод.                                                                                   |
| Коломієць Наум, 1933 р., причина смерті — голод. |
| Коломієць Петро, 1933 р., причина смерті — голод. |
| Коломієць Наум, 1933 р., причина смерті — голод. |
| Коломієць Марина, 1933 р., причина смерті — голод. |
| Коломієць Сергій, різноробочий селянин, 1933 р., причина смерті — голод.                                                                                  |
| Коломієць Герасим, 1933 р., причина смерті — голод. |
| Коломієць Оляна, 1933 р., причина смерті — голод. |
| Коломієць Григорій, 1933 р., причина смерті — голод. |
| Коломієць Давид, 1933 р., причина смерті — голод. |
| Коломієць Сергій, різноробочий селянин, 1933 р., причина смерті — голод.                                                                                  |
| Коломієць Іван, 1933 р., причина смерті — голод. |
| Коломієць Ганна, 1933 р., причина смерті — голод. |
| Коломієць Пилип, 1933 р., причина смерті — голод. |
| Коломієць Кіндрат, різноробочий селянин, 1933 р., причина смерті — голод.                                                                                 |
| Коломієць Лук'ян, 1933 р., причина смерті — голод. |
| Коломієць Параска, 1933 р., причина смерті — голод. |
| Коломієць Наталія, 1933 р., причина смерті — голод. |
| Коломієць Антін, різноробочий селянин, 1933 р., причина смерті — голод.                                                                                   |
| Коломієць Ніна, 1933 р., причина смерті — голод. |
| Коломієць Іван, різноробочий селянин, 1933 р., причина смерті — голод.                                                                                    |
| Коломієць Пистина, 1933 р., причина смерті — голод. |
| Коломієць Настя, 1933 р., причина смерті — голод. |
| Коломієць Петро, різноробочий селянин, 1933 р., причина смерті — голод.                                                                                   |
| Коломієць Порфирій, 1933 р., причина смерті — голод. |
| Коломієць Лукія, 1933 р., причина смерті — голод. |
| Коломієць Катерина, 1933 р., причина смерті — голод. |
| Коломієць Радіон, 1933 р., причина смерті — голод. |
| Коломієць Варвара, 1933 р., причина смерті — голод. |
| Коломієць Артем, 1933 р., причина смерті — голод. |
| Коломієць Кузьма, 1933 р., причина смерті — голод. |
| Коломієць Софія, 1933 р., причина смерті — голод. |
| Коломієць Палажка, 1933 р., причина смерті — голод. |
| Коломієць Прокіп, різноробочий селянин, 1933 р., причина смерті — голод.                                                                                  |
| Кравченко Михайло, 1933 р., причина смерті — голод. |
| Кравченко Марія, 1933 р., причина смерті — голод. |
| Кравченко Петро, 1933 р., причина смерті — голод. |
| Кравченко Ганна, 1933 р., причина смерті — голод. |
| Кривосар Іван, 1933 р., причина смерті — голод. |
| Кривосар Параска, 1933 р., причина смерті — голод. |
| Кравченко Іван, різноробочий селянин, 1933 р., причина смерті — голод.                                                                                    |
| Кріт Тихін, різноробочий селянин, 1933 р., причина смерті — голод.                                                                                        |
| Кріт Гаврило, 1933 р., причина смерті — голод. |
| Кріт Василина, різноробочий селянин, 1933 р., причина смерті — голод.                                                                                     |
| Кріт Кіндрат, 1933 р., причина смерті — голод. |
| Кріт Корній, 1933 р., причина смерті — голод. |
| Кріт Антоніна, 1933 р., причина смерті — голод. |
| Кріт Ялина, 1933 р., причина смерті — голод. |
| Кріт Марія, 1933 р., причина смерті — голод. |
| Кріт Меланія, 1933 р., причина смерті — голод. |
| Кріт Танаська, 1933 р., причина смерті — голод. |
| Кріт Терентій, 1933 р., причина смерті — голод. |
| Кріт Уляна, 1933 р., причина смерті — голод. |
| Лещенко Яким, 1933 р., причина смерті — голод. |
| Лещенко Ялина, 1933 р., причина смерті — голод. |
| Лещенко Леонтій, різноробочий селянин, 1933 р., причина смерті — голод.                                                                                   |
| Лещенко Никифор, різноробочий селянин, 1933 р., причина смерті — голод.                                                                                   |
| Лещенко Степан, 1933 р., причина смерті — голод. |
| Лещенко Ярем, 1933 р., причина смерті — голод. |
| Лисак Архип, 1933 р., причина смерті — голод. |
| Лисак Наталія, 1933 р., причина смерті — голод. |
| Лисак Іван , 1933 р., причина смерті — голод. |
| Лисак Ольга, 1933 р., причина смерті — голод. |
| Лисак Яків, різноробочий селянин, 1933 р., причина смерті — голод.                                                                                        |
| Лисак Петро, 1933 р., причина смерті — голод. |
| Лисак Любов, 1933 р., причина смерті — голод. |
| Лисак Тодоска, 1933 р., причина смерті — голод. |
| Лисак Софія, 1933 р., причина смерті — голод. |
| Любчич Сергій, 1933 р., причина смерті — голод. |
| Любчич Катерина, 1933 р., причина смерті — голод. |
| Любчич, дитина, 1933 р., причина смерті — голод. |
| Любчич, дитина, 1933 р., причина смерті — голод. |
| Манелюк Купріян, різноробочий селянин, 1933 р., причина смерті — голод.                                                                                   |
| Манелюк Юхим Якимович, 1933 р., причина смерті — голод.                                                                                                   |
| Манелюк Параска, 1933 р., причина смерті — голод. |
| Мартинюк Андріян, 1933 р., причина смерті — голод. |
| Мартинюк Василь, різноробочий селянин, 1933 р., причина смерті — голод.                                                                                   |
| Мосендз Антін, 1933 р., причина смерті — голод. |
| Мартинюк, різноробоча, 1933 р., причина смерті — голод.                                                                                                   |
| Мосендз Микола, 1933 р., причина смерті — голод. |
| Мосендз Оксана, 1933 р., причина смерті — голод. |
| Мосендз Зіна, 1933 р., причина смерті — голод. |
| Мосендз Анастасія, 1933 р., причина смерті — голод. |
| Мосендз Онисія, 1933 р., причина смерті — голод. |
| Мосендз Петро, 1933 р., причина смерті — голод. |
| Мосендз Євдокія, 1933 р., причина смерті — голод. |
| Мосендз Петро, різноробочий селянин, 1933 р., причина смерті — голод.                                                                                     |
| Оверчук Ольга, різноробочий селянин, 1933 р., причина смерті — голод.                                                                                     |
| Олійник Дмитро Павлович, різноробочий селянин, 1933 р., причина смерті — голод.                                                                           |
| Олійник Євдокія, 1933 р., причина смерті — голод. |
| Питель Марко, 1933 р., причина смерті — голод. |
| Питель Захар, різноробочий селянин, 1933 р., причина смерті — голод.                                                                                      |
| Питель Наталія, 1933 р., причина смерті — голод. |
| Питель Килина, 1933 р., причина смерті — голод. |
| Питель Фросина, 1933 р., причина смерті — голод. |
| Питель Онисія, 1933 р., причина смерті — голод. |
| Питель Ганна, 1933 р., причина смерті — голод. |
| Питель Оксана, 1933 р., причина смерті — голод. |
| Племенник Варлампій, різноробочий селянин, 1933 р., причина смерті — голод.                                                                               |
| Поліщук Федір, 1933 р., причина смерті — голод. |
| Поліщук Євдокія , 1933 р., причина смерті — голод. |
| Поліщук Василь, різноробочий селянин, 1933 р., причина смерті — голод.                                                                                    |
| Похиталюк Петро, 1933 р., причина смерті — голод. |
| Похиталюк Ганна, 1933 р., причина смерті — голод. |
| Похиталюк Карпо, 1933 р., причина смерті — голод. |
| Похиталюк Кирило, 1933 р., причина смерті — голод. |
| Похиталюк Наталія, 1933 р., причина смерті — голод. |
| Похиталюк Григорій, різноробочий селянин, 1933 р., причина смерті — голод.                                                                                |
| Прокопенко Радіон, 1933 р., причина смерті — голод. |
| Прокопенко Параска, 1933 р., причина смерті — голод. |
| Прокопенко Онисія, 1933 р., причина смерті — голод. |
| Прокопенко Тодоска, 1933 р., причина смерті — голод. |
| Руденко Ганна, 1933 р., причина смерті — голод. |
| Руденко Ліда, 1933 р., причина смерті — голод. |
| Руденко Марія, 1933 р., причина смерті — голод. |
| Сабадій Ганна, 1933 р., причина смерті — голод. |
| Сабадій Омелян, 1933 р., причина смерті — голод. |
| Сабадій Федір, різноробочий селянин, 1933 р., причина смерті — голод.                                                                                     |
| Семируник Федір, 1933 р., причина смерті — голод. |
| Семируник Антін, 1933 р., причина смерті — голод. |
| Семируник Трохим, різноробочий селянин, 1933 р., причина смерті — голод.                                                                                  |
| Сіра Мотря, 1933 р., причина смерті — голод. |
| Сірий Іван, 1933 р., причина смерті — голод. |
| Стецик Трохим, 1933 р., причина смерті — голод. |
| Стецик Василь, різноробочий селянин, 1933 р., причина смерті — голод.                                                                                     |
| Титус Кіндрат, 1933 р., причина смерті — голод. |
| Титус Лукія, різноробочий селянин, 1933 р., причина смерті — голод.                                                                                       |
| Титус Полікарп, 1933 р., причина смерті — голод. |
| Титус Микита, різноробочий селянин, 1933 р., причина смерті — голод.                                                                                      |
| Шамрай Павло, 1933 р., причина смерті — голод. |
| Шамрай Параска, 1933 р., причина смерті — голод. |
| Шамрай Віктор, 1933 р., причина смерті — голод. |
| Шамрай Григорій, різноробочий селянин, 1933 р., причина смерті — голод.                                                                                   |
| Шамрай Сидір, 1933 р., причина смерті — голод. |
| Шепеляк Лукаш, 1933 р., причина смерті — голод. |
| Шепеляк Параска, 1933 р., причина смерті — голод. |
| Шепеляк Трохим, 1933 р., причина смерті — голод. |
| Шепеляк Іван, 1933 р., причина смерті — голод. |
| Шепеляк Тетяна, 1933 р., причина смерті — голод. |

Уже в роки незалежності України на сільському кладовищі було встановлено пам'ятний хрест жертвам Голодомору 1932—1933 років.

#### Сталінські репресії
Жертвами Сталінських репресій 1930-х — 1950-х років, за статтею 54 Кримінального кодексу УРСР стали наступні жителі Хижні:
- БІЛОУС Савастіян Юхимович — 1884 року народження, уродженець та мешканець с. Хижні, українець, середняк, малописьменний, безпартійний, діловод колгоспу. Заарештований 30 жовтня 1937 р. за звинуваченням за ст. 54-10 (антирадянська пропаганда і агітація) КК УРСР. Засуджений постановою трійки КОУ НКВС УРСР від 5 листопада 1937 р. та ув'язнений у ВТТ на 10 років. Реабілітований Прокурором Черкаської обл. 24 листопада 1999 р.
- ВЕРЗУН Григорій Петрович — 1889 року народження, уродженець та мешканець с. Хижні, українець, закінчив 7 класів, фельдшер Воронинської лікарні. Заарештований 23.04.1938 р. Розстріляний 22.05.1938 р. за рішенням трійки при КОУ НКВС від 3.05.1938 р. Реабілітований Черкаським обласним судом 31.08.1957 р.
- ВИШКВАРКА Григорій Миколайович — 1896 року народження, уродженець та мешканець с. Хижні, українець, освіта середня. На момент арешту проживав у Черкаська обл. с. Побійна Маньківського р-ну, працював учителем. Заарештований 7.02.1938 р. за ст.ст. 54-4 (надання допомоги міжнародній буржуазії), 54-7 (шкідництво), 54-11 (всяка участь у контрреволюційній організації) КК УРСР. Постановою трійки КОУ НКВС 13.04.1938 р. приречений до розстрілу. Розстріляний 3.05.1938 р. Реабілітований Черкаським обласним судом 18.11.1959 р.
- ДІДУХ Яків Микитович — 1882 року народження, уродженець та мешканець с. Хижні, українець, безпартійний, неписьменний, хлібороб. Заарештований 28.03.1931 р. за ст. 54-10 (антирадянська пропаганда і агітація) КК УРСР. Особлива нарада при колегії ДПУ УРСР 25.05.1931 р. вирішила вислати у Північний край на 3 роки. Реабілітований 24.11.1989 р. Прокурором Черкаської обл.
- КОЛЕСНИК Олексій Павлович — 1927 року народження, уродженець та мешканець с. Хижні, українець, освіта початкова. Місце проживання на момент арешту: Луганська обл. м. Стаханов, працював вантажником тресту «Кадіїввугілля». Військовим трибуналом військ НКВС Луганської обл. 26 березня 1946 р. засуджений до 10 р. позбавлення волі. Реабілітований у 1991 р.
- ВАСИЛЬЧИШИН Михайло Іванович — 1900 року народження, українець, безпартійний. Уродженець села Августівка Бережанського повіту (Галичина). На момент арешту проживав у Хижні, працював колгоспником. Заарештований 23.05.1938 р. за ст.ст. 54-4 (надання допомоги міжнародній буржуазії), 54-6 (шпигунство), 54-11 (всяка участь у контрреволюційній організації) КК УРСР. Постановою трійки НКВС по Київській обл. 21.09.1938 р. приречений до розстрілу. Розстріляний 30.09.1938 р. Реабілітований військовим прокурором КВО 8.07.1989 р.
- КРУШЕЛЬНИЦЬКИЙ Василь Степанович — 1892 року народження, українець. Уродженець села Ласкавиці Трембовського повіту (Галичина). На момент арешту проживав у Хижні, працював сторожем у колгоспі. Заарештований 23.05.1938 р. за ст.ст. 54-4 (надання допомоги міжнародній буржуазії), 54-6 (шпигунство), 54-11 (всяка участь у контрреволюційній організації) КК УРСР. Постановою трійки УНКВС по Київській обл. 21.09.1938 р. приречений до розстрілу. Розстріляний 30.09.1938 р. Реабілітований військовим прокурором КВО 8.07.1989 р.
- БОНДАРЕНКО Микита Павлович — 1892 року народження, українець, освіта: середня, економіст по паливу. Арешт: 1936.10.31. Розстріл: 1937.09.27. Реабілітований в лютому 1957[88].
- ГРЕЧИШНІКОВ Іван Семенович — 1892 року народження. Був засуджений Трійкою Київського облуправління НКВС УРСР до розстрілу (ВМП). Розстріляно у м. Києві 19.05.1938 р. Похований у Биківні[89].
- КУМАНІВСЬКИЙ Данило Радіонович– 1893 року народження. Був засуджений Трійкою Київського облуправління НКВС УРСР до розстрілу (ВМП). Розстріляно у м. Києві 19.05.1938 р. Похований у Биківні[89].

#### Радянсько-німецька війна
427 мешканців села брали участь у боях радянсько-німецької війни, 169 з них загинули, 148 нагороджені орденами й медалями. На їх честь в 1958 році в селі споруджено обеліск Слави. В 1952 році в селі споруджено пам'ятник воїнам, що загинули в боях за відвоювання села.
Список військовополонених хижнян у роки радянсько-німецької війни 1941—1945 рр.:
- Завада Микола Іванович — 25.03.1918 року народження, солдат, рядовий. Табір Sandbostel (Сандбостель). Загинув у полоні 26.02.1944 р.
- Руленко Макар Кузьмович — 2.02.1910 року народження, солдат, рядовий. Загинув у полоні.

В інформації з доповіді про безповоротні втрати, де було вказано про підрив Кілектора «ККО-2», який 25 серпня 1944 року в районі Шепелевського маяка (Фінська затока) потопив німецький підводний човен U-242, вказано про смерть Хижнянина:
- Остапенко Іван Іванович — 1921 року народження. В 1942 був призваний до служби в Кронштадтський РВК, Ленінградської обл., Кронштадтського р-ну. Останнє місцеслужби: КБФ, ОВСТиГ КМОР. Військове звання ст. червонофлотець. Дата смерті: 25.08.1944.

З даних про втрати в Польщі відомо про загибель жителя Хижні Маклая Якима Пилиповича, 1902 року народження.
За даними «Центральної Бази даних імен жертв Шоа» однією із жертв політики німецьких нацистів по
запланованому знищенню єврейського етносу був уродженець Хижні:
- Леонід — народився в 1915 році, місце народження: Хижня, Україна. Батько: Бен, мати: Ривка. Місце проживання до війни: Умань, Україна. Місце перебування під час війни: Рубцовськ, Росія. Леонід загинув в 1944 у віці 29 років, місце смерті: Одеса, Україна. Джерелом інформації є лист показань свідків, де подавачем цих даних вказаний брат постраждалого Іосеф.

9 січня 1944 року в 932-й день війни Радінформбюро повідомило про те, що війська 1-го Українського фронту, продовжуючи наступ, оволоділи рядом населених пунктів, серед яких була і Хижня.
У 1944 році в боях за визволення Жашківського району брала участь 163 стрілецька дивізія, якою командував генерал-майор Ф. В. Карлов. Ось що він розповідає про ці події:
|  | Мені пригадується зима 1944 року. Погода нас тоді не дуже балувала. Сильні морози змінювалися великими снігопадами і піднімалася така хурделиця, що навіть за два кроки нічого не можна було розгледіти. Але наступ військ, розвивався успішно. Ми тоді звільнили Сквиру, Красилівку, Жашків, Тинівку, Нову Греблю, Антонівку, Попівку, Хижню, Буки, Маньківку, Дзензелівку, Вороне, Охматів, Сорокотяги, Кищинці і багато інших населених пунктів. |

Мені було 11 років, коли почалася війна. На той момент я закінчила 5 класів школи. У 1941 році батько пішов на фронт і не повернувся. Він був партизаном, і як нам говорили, йому відірвало руки з ногами в окопі, через що він і загинув. Але що насправді трапилося з ним — невідомо. З тих пір я жила з мачухою і трьома найріднішими мені людьми (сестрами Катею і Ніною, і ще братиком Васею). 13 січня в наше село прийшли німці і почали всіх гнати. Снігу на землі не було, були калюжі і дуже холодно. Тоді ми голодні і роздягнені пройшли босоніж 17 кілометрів до села Харківка, раніше це було село у Київській області. Я несла свого молодшого брата на руках, йому було три. Німці били прикладом всю дорогу і дітей, і дорослих, а один з них нас фотографував. Були й такі жінки, хто залишився в селі, вони стали жити з німцями. Моя сім'я провела в окупації 3 роки. За цей час нам доводилося спати в льохах, нас ховали місцеві селяни, бо німці забирали всіх дітей і жінок, але не чіпали людей похилого віку. Ми майже не їли, зовсім не милися, спали на сіні. … За чотири місяці до закінчення війни нас евакуювали, і всі, хто зміг вижити, потихеньку стали повертатися додому. У квітні 1945 року повернулися і ми. Повернувшись назад в Хижню, ми знайшли свій дім без вікон і дверей. Була весна, тепло, тому ми жили перший час у ньому. Брат і сестри знову пішли в школу. Мама пізніше продала будинок і виїхала жити до своєї матері. А ми стали жити у своєї бабусі по батькові. Одного разу ми їздили на Західну Україну, до Польщі, і обмінювали ганчірки, що залишились на хліб, картоплю та інші продукти. Їсти все одно було нічого, тому ми бігали на поля збирати гнилий буряк і картоплю. Але там були наглядачі, які скакали верхи на конях і били нас батогами, щоб не крали. Все тіло було в крові, але ми не здавалися, їсти хотілося сильніше. Ще на полях збирали житні колоски. А з листя навчилися робити борошно. З борошна пекли «деруни». Дев'ять років я пропрацювала на Україні бригадиром. У підпорядкуванні у мене було 9 осіб. Ми працювали на полях: обробляли землю, садили цукровий буряк, косили траву тощо. А взимку працювали на токах, там ми перелопачували землю.

Я, Дозорець Раїса Яківна, народилася в 1924 році в селі Хижня Жашківського району на Київщині. До липня 1941 ходила в школу, закінчила 9 класів. Мої предки були євреями, батьки — колгоспниками. У липні 1941 року в село увійшли німці. У селі було чотири єврейські родини: наша, бабусина (татова мама), тітка з двома маленькими хлопчиками, 4-х і 6-ти років, і ще сім'я старих людей — дідусь Хаїм і його дружина Юля, дітей у них не було. Як увійшли німці і вибрали поліцаїв (не знаю, чи вони самі добровільно пішли в поліцаї), нам сказали носити жовті шестиконечні зірки. Батька, Янкеля Абрамовича, і дядька забрали на війну, залишилися старі та діти. Мама завжди ходила на роботу, а нас, дітей, теж гнали на тік віяти зерно, а взимку розчищати сніг. Потім у нас забрали корову, свиней, курей, брали, що було в будинку. Десь на початку 1942 року нас всіх зігнали в будинок площею приблизно 20 кв. м, нас було 14 чоловік. Щовечора приходили поліцаї, клали по одному на лавку, били ременями, маленьких хлопчиків засовували під піч, в піч, старших — на піч. У нас забрали одяг, їжу, і кожну хвилину ми чекали, що нас розстріляють. Ми не жили, а мучилися, не знали, коли нам буде кінець. За три кілометри від нашого села жили мамині бабуся Хайка і дідусь Йоська. Я з братом пішла їх провідати, а коли ми йшли додому, на краю села нас наздогнав поліцай, зупинив, зняв з нас чобітки і вів нас розстріляти. А потім передумав і відпустив нас, сказав, щоб він нас більше не бачив. Це був березень, лежав сніг, і ми босоніж бігли додому, озираючись, чи не йде він за нами. Можете собі уявити наш стан і що робилося вдома, коли нас зустріли. Після цього мама пішла в радгосп Северинівка Озерянського цукрозаводу дізнатися, чи можна там перебути до приходу наших військ. Мамі сказала одна жінка, яка там жила і працювала, що там ховаються люди від вивозу до Німеччини, що там дуже багато полонених. Вважалося, що якщо працювати в радгоспах, це теж, що і в Німеччині. За роботу нічого не платили, працювали тільки за їжу, все (зерно, м'ясо) вивозилося в Німеччину. Від нашого села радгосп був в 70-80 км. Я з братом в цей час ховалася в знайомих українських сім'ях. Через три тижні мама прийшла за нами, і в березні 1942 ми пішли селами, ночували у людей, хто пускав до хати. У нас ні їжі, ні одягу не було, в чому втекли з дому, в тому й пішли. Коли ми дісталися до радгоспу, мама працювала на кухні, там вона і жила, мене взяла одна сім'я, у них було двоє дітей, а брата помістили в гуртожиток. В той самий день, коли ми пішли з дому в радгосп, наш батько йшов додому, він потрапив під Харковом у полон, втік звідти, і на підході до нашого села поліцаї його зловили і розстріляли в Бакшивому яру біля села Вороне Жашківського району. Всіх старих євреїв і дітей теж розстріляли, а молодших вигнали під польський кордон в гетто. Все це ми дізналися від тієї ж знайомої по радгоспу, вона нікому не говорила, хто ми, робила вигляд, що нас не знає. Нас ще рятувала чиста українська мова, наш зовнішній вигляд, та й працювали ми, як каторжні. Я працювала в полі, цілими днями боялася, щоб нас ніхто не дізнався і не сказав, хто ми. Їли в основному суп з проса, суп із сочевиці і хто з людей що дасть. Одягу зовсім не було, господиня мені (спасибі їй) за те, що я працювала по господарству, давала свою старий одяг, коли чашку молока, шматок пшеничного хліба. Десь на початку 1943 року з'явилася в цьому радгоспі сім'я — чоловік з дружиною, вони теж із нашого села, українці. Вони побачили нашу маму і сказали керуючому, що вона «жидівка». Він був фольксдойч. Викликав маму і сказав їй це, але нас не видав. Недалеко від нашого радгоспу перебували в лісах партизани, вони часто вночі приходили до нього і говорили, що якщо він видасть хоча б одну людину німцям, то його розстріляють. Часто приїжджала машина (говорили на неї «чорний ворон»), забирали чоловіків-полонених, які були партизанськими розвідниками, і розстрілювали. Ось так ми і жили, кожну хвилину чекали на смерть. У січні 1944 року нас звільнили радянські війська. брата відразу забрали в армію, додому він повернувся через сім років. Мама пішла додому, будинок був порожній, люди, що могли, те їй дали. Вона ще важко відпрацювала в колгоспі, а я додому повернулася в 1946 році: після звільнення радгоспу мене забрали працювати в контору, бо всі чоловіки були забрані в армію. У 1947 році я вийшла заміж за українця і стала Олійник.
1941 році мені було лише 15 років. А у 1942 році був набір у Німеччину, тому в цей час переховувався від поліцаїв. Через рік був пійманий поліцаями і відправлений в місто Умань. З Умані відправили в місто Київ, а звідти – до Німеччини. У липні 1943 року був примусово вивезений на каторжні роботи до Німеччини. По прибутті нас привезли в місто Франкурт-на-Одері, а потім переправили в Берлін. У Берліні я працював на залізобетонному заводі до кінця 1944 року. Потім нас відправили на кордон із Францією будувати протитанкові укріплення. Жили ми в таборах, які з усіх боків були обнесені колючим дротом, що охоронялися поліцаями. Годували нас бруквою, видавали по 300 грамів хліба. Жилося недобре , дуже хотілося їсточки… На початку 1945 року був визволений американськими військами. Після цього мене переправили у радянську зону окупації. Потім перевезли в місто Брест, де були сформовані робочі батальйони і відправлені в СРСР на відбудову зруйнованої війною промисловості . Я потрапив у Кемеровську область на вугільні шахти, де працював два роки. Додому повернувся у 1948 році.
Із спогадів Ганни Прокопівни Кумановської:
Літо 1941 року… Усе цвіте, буяє, світить яскраве сонечко. Чути сміх дітей. І от раптом усього цього не стало. Чорне покривало лягло на наш край , назва якому війна. Скільки болю і страждань у цьому слові . Коли вимовляєш його , стає одразу страшно, просиш Бога, щоб більше ніколи такого не сталося. Кумановська Ганна Прокопівна пережила те страшне лихоліття. Багато чого бачила вона на своєму віку. Коли я попросила її розповісти про те, як вона була у Німеччині, то старенька зітхнула і сказала: «Дитино, не можу всього передати, бо не вистачить паперу, щоб про все розповісти». І все - таки вона розповіла деякі моменти свого життя.
2 червня 1942 року сталася жахлива подія. Ганну Прокопівну і ще багатьох хижнянських дівчат почали збирати до від’їзду в Німеччину. Вона , ще зовсім юна 14 - річна дівчинка , не зовсім розуміла, що відбувається . Усвідомлювала лише те, що йде війна, а війна – страшна сила. Її тато недавно повернувся з полону. У пам’яті залишилося прощання із сім’єю , селом і врешті - решт Україною. Ганна Прокопівна згадує: «Усі матері проводили своїх дітей , бігли за возами, на яких нас везли . Мені мама пошила платтячко із татової сорочки. Дівчатка були уже старші, а я найменша. Моя мама бігли за мною у кожусі, боса, доганяла, щоб дати торбинку з харчами. Тато вирішив супроводжувати мене аж до поїзда. Нас везли на Поташ. Людей було дуже багато, у мене випала торбинка, в якій були варені яйця. Тато дуже переживав, що ж я буду їсти. Я не хотіла його засмучувати і сказала, що все знайшлося. І от, коли ми вже були на Поташі, нас погрузили в товарняки і повезли. Боже, як же хотілося кричати , кричати на весь світ! Як тяжко було покидати свою родину, їхати невідомо куди». Дійсно, коли уявляєш цю картину , то серце завмирає. А як же було їм, цим юним дівчатам ? Коли приїхали до Німеччини, дівчат почали розприділяти до різних хазяїв . Ганна Прокопівна потрапила до Юзефа і Юзефіни . У них було троє дітей: Філя, Юзеф, дочка Еммій. Одразу злякалася, не знала мови, хотілось утекти . Хазяї виявилися дуже добрими. У них було велике  господарство. Юна Ганна потоваришувала з Еммій, дуже любив її Юзеф, бо вини були однолітками. Одного разу стало так сумно, що почала дуже плакати , як у нас кажуть «голосити». В цей момент прийшла Юзефіна. Вона почала заспокоювати Ганну, приголубила, як рідну доньку . Сказала, щоб вона не засмучувалася, бо через шість місяців їй дозволять поїхати додому . З того часу життя змінилося . Вона тільки й жила чеканням, коли вона поїде до своїх рідних. Дуже швидко почала розмовляти німецькою. У вільний час Ганна гралася із дітьми. Здавалось, усе чудово: її не ображають, живе у рівних умовах з іншими. Та не так сталось, як гадалось. Через три місяці Юзефа повідомили , що Ганна повинна залишити їх дім. Усі плакали за нею. Юзефіна жаліла її , як рідну. Шість кілометрів Ганна йшла пішки, а тоді поїхала до нового хазяїна за 250 кілометрів від родини Юзефа.З того часу розпочалося не життя, а справжнє пекло. Хазяйка була старою, дуже вимогливою, 60 - річною жінкою, котра мала сина Питершина .Ганна Прокопівна тяжко працювала . Вставала о 345, а лягала о 2300. Усе господарство було на ній: прання, прибирання, працювала на полі, а головне – 12 корів, які треба було подоїти рано і ввечері. Та якби ставлення хазяйки було добрим, то й працювалося б легше. Дуже сумувала за домівкою, згадувала батьків, своїх сестричок. Ганні Прокопівні доводилося пиляти дрова, варити котел. Ходила на поле допомагати брату своєї хазяйки. У нього була дочка Агата, яка полюбила Ганну . Був випадок, коли хазяйка поклала їжу Питершину і Ганні. Йому – бутерброди з білого гарного хліба, а їй – з чорного, глевкого. Агата розповіла про це своєму батькові. З тих пір Ганна ходила до них, як подруга Агати. Майже рік терпіла вона знущання хазяйки. Лише весела вдача, нескоримість, гарне почуття гумору, а головне – надія на повернення додому, допомогли вистояти. Питершин покохав Ганну. Та ось надійшов наказ усіх українських дівчат привезти на фабрику, де вони мали продовжувати свою роботу. Коли Ганна вирішила забігти попрощатися з Питершином, вона побачила його у хліві, він саме доїв корову , і плакав, плакав за нею. Він не хотів, щоб вона бачила його сльози. На фабриці життя було нелегким. Цілий день працювали, спали на нарах, годували бруквою. Чи кожен витримав би це ? Одне заспокоювало, що зустріла свою сестру Надю і ще багатьох односельців. Дуже хотілося їсти, а за межі фабрики виходити заборонялося. Хто намагався це зробити – розстріл на місці. На території фабрики був люк, через який, ризикуючи життям, прокрадалися на поле до кагату з буряками . Таємно варили їх , одного буряка доводилося ділити ледь не на тиждень, щоб хоч якось втамувати голод. Одного разу Шура і Соня – подруги, разом із Ганною пішли за товарами, в цей час почалося страхіття: бомби летіли звідусіль. Шуру вбило, а Соня побігла в табір, де залишилася її дитина. Сховалися у печері. Ще ніхто не знав, що сталося, а це була вже перемога. Четвертого травня 1945 року відбулося звільнення. Останню ніч , яку дівчата провели на фабриці , Ганна Прокопівна запам’ятала надовго. Скільки дівчат зґвалтували американські воїни, їй пощастило – вдалося сховатися.І от, здавалося б , свобода, та шлях додому був ще дуже довгим. Півроку ще перебувала Ганна в казармі , а так хотілося в своє село. Потім товарним потягом приїхали в Білорусію в «Картуз Бєрьози», де були ще деякий час. І от настав час повернення в Україну. «Їхали потягом, він інколи зупинявся, щоб ми вийшли на повітря . Коли вже їхали Україною, то від жаху мимоволі ставало страшно. Скрізь розруха, жах. Та ніщо не могло зрівнятися з рідним повітрям, пахучою землею, яку хотілося цілувати», - згадує Ганна Прокопівна. Приїхала на Поташ, а далі не знала куди йти. Жила в одній сім’ї , згодом за нею приїхала мати. Вона не впізнала тієї маленької, безпорадної дівчинки Ганнусі , бо це була змужніла юна дівчина з сумними очима. Усю дорогу тільки й говорили , що про батька Ганни, який загинув у Карпатах.
Ця жінка витримала усе. Вона не зламалася, вистояла, виростила чудових дітей, має онуків. Та ніколи вона не забуде, що їй довелося пережити. Вона вже старенька , але до цих пір працює, бо до праці звикла ще з маленької.
Спогади Завади Віри Іванівни:
Літо 1943 року... Молодих хижнянських дівчат вивозили у Німеччину. Завада Віра Іванівна і Павлій Мотря не хотіли їхати в Німеччину, і дві неділі переховувалися то в лісі, то на полях. Тільки вночі приходили на деякий час додому. Але сільські поліцаї прийшли до Віри Іванівни додому і сказали матері, що якщо Віра завтра не прийде на збірний пункт, то заберуть у Німеччину матір з маленькою дитиною (дівчинці було 6 місяців).Тому Віра змушена була з'явитися на збірний пункт. Разом з Вірою відправлені були Складана Тіна і Павлій Мотря, Любчич Анастасія Фотіївна. Везли у Німеччину дівчат товарняком. Вікна і двері були наглухо забиті. Аж за Польщею були відкриті двері. Дорога була важка. Годували один раз на добу. Давали суху варену картоплю і кукурудзяний хліб. їхали 3 доби. На третю добу прибули у Фанкфурт –на -Майні. Після важкої дороги 3 дні відпочивали. Годували теж аби - як : давали вдень 300 г. хліба і чай. На четвертий день прибули господарі. Дівчат вишикували в шеренгу і кожен господар вибирав собі робочу силу. Наші дівчата попали всі до одного господаря.їх повезли у Берлін. Вони повинні були працювати на будівництві. Щодня бригада з семи дівчат повинна була вигружати цеглу з каналів (по 15 тисяч ) на вагонетки. Цегла була вогнетривка, ребра цегли були надзвичайно гострі, так що за один день долоні ставали суцільною раною. Ніяких спецовочних рукавиць ніхто не давав. На біль дівчата не могли звертати уваги, бо постійно стояв наглядач і заставляв працювати. Робота була важкою, а годували погано. Два рази на добу давали суп із брукви і де-не-де картопля, на одну добу 100 г. хліба. Жили в бараках. Конвой возив дівчат на місце роботи і супроводжував з роботи. Неділя була єдиним вихідним днем.Дівчата мали право відпочивати і займатися своїми справами. І так протягом майже трьох років. Раз на місяць видавали одяг, взуття (по потребі). У квітні-травні 1945 року, коли радянська армія підійшла до Берліна, відбувалися страшні бомбардування. Дівчата два тижні не працювали. Всі сиділи у підвалах, бомбосховищах. 7 травня 1945 року американські війська. Після звільнення дівчата тиждень ще побули в Берліні, а потім почали добиратися додому. Добиралися хижнянські дівчата також разом. В кінці травня 1945 року прибули в Хижню. Вона вже була звільнена. Хата залишилася непошкодженою. Мама з сестричкою теж живі. Була радісна зустріч. На початку серпня повернувся з фронту і батько. Зразу Віра Іванівна пішла в колгосп на роботу. Працювала на різних роботах. І аж до пенсії працювала на різних ділянках колгоспного виробництва. Уже після війни у Віри Іванівни народилося троє синів. Чоловік рано помер від серцевого нападу. Дітей ростила сама, з допомогою своїх батьків. Зараз живе у батьківській хаті зі своїм сином Петром.
Спогади Швець Марії Парфентіївни:
Я ще змалку, скільки себе пам'ятаю , бігала до бабусі Марусі, через річечку. Вона вже стара , їй минуло вісімдесят років. Уважна, чуйна до чужого болю, щира і доброзичлива. Марія Парфентіївна довго працювала в колгоспі, має урядові нагороди за свою працю. Одного разу бабуся захворіла, і я понесла їй молоко. Вона почала розповідати про себе. Ось її розповідь. „ Боже , я так рано залишилася сиротою, померли мої батьки. Змалку була в наймах у грека. Лихим був хазяїн, нікого не жалів, а надто малу сироту. Мені було 16 років, коли почалася війна. А в 17 років мене насильно, так як і всіх, вивезли до Німеччини. Жахлива була поїздка у товарному вагоні. Дівчат і хлопців було битком набито. Хотілося пити і їсти, але не було чого, їхали ми п'ять днів. І приїхали в місто Гальдерберд. Це 80 км. від кордону з Францією. Спочатку нас загнали у табір, і там ми мучилися три дні. Потім відібрали нас вісімнадцять чоловік, і повезли до хазяїна у район Монзбаг ,село Біллігнайн . Звали хазяїна Герман Фріц Йозефович , а жінку Емма , було у них три дочки . Може тому, що в них були діти , то й відносились до нас по-людськи . Ніколи не гонили , разом з нами працювали , і разом за стіл сідали . Косили , сапали, возили, корів доїли . А їх у хазяїна було аж 15 . Було таке зразу, що руки пухли від того доїння . Але людина до всього звикає, так і ми звикли . А десь далеко ішла кривава війна, гинули солдати.І ось 1 квітня 1945 року в село прийшли американці, і нас визволили . Любили мене хазяї, і дуже просили залишитись з ними . Та куди там ! Додому, додому на Україну . Як музика був стукіт коліс поїзда : „ Додому , додому „ . Приїхала я додому 20 червня 1945 року. Ні кола , ні двора, бо я ж сирота . Спасибі, світ не без добрих людей, прихистили і обігріли своїм теплом» . І бабуся замовкла . Мабуть, згадуючи свої молоді роки , розтривожила свою душу, розхвилювала серце . Зітхнула бабуся і усміхнулася : „Ну, біжи вже додому, заговорила я тебе , донечко !„
Коломієць Олена Климівна:
Коломієць Олена Климівна народилася 17 жовтня 1924 року . Коли розпочалася Велика Вітчизняна війна, їй було 16 років. Це сталося одного спекотного літнього дня. Всі, як завжди, не поспішаючи, йшли на роботу. Олена Климівна допомагала своїй мамі готувати сніданок. І раптом тривожна звістка. Звістка про війну. Ворожі війська прийшли в село у 1941 році. Фашисти поводилися, наче господарі. А уже після Великодня у 1942 році Олену забрали у Німеччину. З Хижні забрали близько 80 дівчат. Дорога у неволю була довгою і складною. З рідного села їх спочатку повезли в Маньківку, а потім до поташу. Тут їх повантажили, немовби худобу. Коли приїхали у Польщу, то молодих дівчат перевели у пасажирські вагони. Там їх добре нагодували. Коли їх привезли Мюнхен, то там закрили у великому приміщенні і ніби забули про них, їх не годували. А потім прийшов приказ: розвести „ рабів". Прийшов поляк, і запитав, хто вміє доїти корови. Але майже ніхто не вмів це робити, бо тоді не всі мали корів. Хоча Олена Климівна не вміла доїти корів, але все - таки підняла руку. З Мюнхена Олену Климівну і тих, хто ще погодився, повезли у Фрайзінк. Тут воші переночували, а рано поїхали на пункт збору. Тут приходили багаті люди і їх купляли. Коли дівчата і хлопці побачили, що за них платять, то подумали, що їх можуть і вбити, бо вони приватна власність панів. Коли Олена Климівна приїхала до Геора Шубаура, саме так звали її пана, то для неї все було нове. Там вона познайомилася з Валентиною Сергіївною, і навіть через шістдесят років вони переписуються. У Шубаура працювали люди різних національностей. Пан був добрий. Робітників годували п'ять разів на день. Що їли господарі, те й давали їм. Працювали виключно на полях і на фермах. Хатню роботу не виконували. У 1945 році німецькі війська почали відступати. 29 травня невільникам було сказано, що вони вільні. Але Олена Климівна продовжувала працювати. Американці, які їх визволяли, спочатку привезли їх до Чехословаччини. Вони були у таборі 4 місяці, також виконували всю роботу, яку їм наказували. У Чехословаччині їх забрав радянський потяг, який привіз усіх до Поташу. Звідти добирались, як могли: хто на машині, хто пішки. Олені Климівні пощастило: її підібрала вороненська машина. Підвезли Олену Климівну, а потім і пішки йшла до Хижні. Назад вернулося близько 50 людей. Селяни весело зустрічали тих, хто повернувся. Олена Климівна повернулася у зруйноване село. Почалась розбудова села. Люди почали розводити господарство. Олена Климівна згадує ці події зі сльозами на очах і усмішкою на обличчі. Їй радісно, що її дочка, онуки, і правнуки живуть у вільній державі.
Спогади про війну Пителя Федора Єрофейовича:
Війна... В серці старшого покоління це слово - незагойна рана. Це обірвані на самому початку мрії про майбутню професію, про щасливе й безтурботне життя. Зараз залишились тільки спогади про минуле. Прийшовши до Федора Єрофейовича ,ми багато дізналися про страшні часи війни. З Ташкента у 1942 р, Федора Єрофейовича забрали в армію, навіть зберігся паспорт. Потрапляє в місто Мілікес, де навчається на молодого піхотинця. Разом із Кривосаром Іллею Леонтійовичем був в Інзі, вчилися на кулеметників. Якось одного ранку поставили 26 танковий полк перед штабом і призначили Федора Єрофейовича разом з другом із Харківки кулеметниками. Лютувала сувора зима 1942 року. Був командиром батареї 39 полку в Нижньому Тагілі. Після Федір Єрофейович попав на третій фронт. Дійшовши до запорізьких степів, залишився лише один танк, потім їх переправили паромом через Дніпро. Потрапляють під Кривий Ріг, де йдуть криваві бої. А через тиждень в Харків, де замінюють танк. Разом із Фігурським Віктором Вініфантовичом , який проживав в Красному Куті, обороняли місто Суботси . Матеріальне становище було тяжким . У Кіровограді командир, сам із Таращанського району , наказав видати два танки . У мінському лісі формуються американські танки Т-43.До підбору складу екіпажу , кількістю 5 чоловік, відносились дуже строго . Вдалося прорватися в тил німців до кінця ночі. Танки екіпажу Пителя Федора Єрофейовича стали на першому місті. Комбриг Юркевич дав завдання чергувати. Гудуть танки ... Коли настав ранок три танки поїхали. Підійшовши до села Нова Америка в Польщі, командир наказав відкрити вогонь , чути було як посипалось скло . Через кілька годин взяли село Нова Америка. Настав вечір. В лісі почувся крик « Ах тунг , ах тунг » . Цій інформації не придали уваги, і рано воїни пішли далі. Федір Єрофейович танком ходив у розвідку . Воювали у Кенігсберзі . Коли були у Данцизі, з'явилися німці На прицілі Федір Єрофейович держав двох німців. Раптом загорівся правий борт танка. Він втратив свідомість. Через деякий час опам'ятавшись , помітив , що нема пальця. А ззаду лежав убитий командир. Федір Єрофейович просунувся в люк з других танків його побачили . Зразу почали перев'язку . Потім повезли на підводі. 28 березня 1945року у другій годині ночі лікар - вірменка під наркозом відтинала руку. У палаті, де лежав ,було 9 чоловік . Ще у місті Гаврилопосад різали другий раз руку і накладали шкіру . Лікувався у місті Іванові . До Поташу добирався через Київ разом із другом який залишився теж без руки . Тепер живе у Хижні. Батько працював в Красному Куті у радгоспі. Мати померла у 1934 році. Залишився із сестрами, брати жили в Киргизії. Коли їздив до братів, то побачив , що там багато українців. В 1983 році Федір Єрофейович їздив із сином Миколою на зустріч ветеранів у Москву. Зустріч була в ресторані «Золотий Колос». Згодом в 1985 році знову був у Москві з покійним сином Михайлом. Переписувався із товаришами з Кіровоградської та Київської області.
Спогади Питель Марфи Максимівни:
Із спогадів моєї бабусі Питель Марфи Максимівни 1927 р. народження, дізналася багато цікавого про військові часи. Та найбільше мене вразив один мужній і сміливий вчинок .Одного разу , коли вороже військо наступало на наше село , щоб не попасти у полон, юнаки , дівчата, старі і хворі люди поховались у конюшню і позамикали двері, щоб фашисти не змогли пробратися до них. Ворожих солдат це не зупинило. Вони облили конюшню соляркою і хотіли все запалити, але не встигли. На цей час підоспіли українські солдати. Бій між ними йшов , мабуть, більше ніж дві години. Радянські солдати перемогли. Перемігши, солдати вибили двері. Всі ті люди, що були у будівлі залишились живі.Я думаю, що цей героїчний вчинок і він заслуговує на увагу. Якби не ті солдати, то уявіть скільки було б жертв. Давайте пам’ятати тих солдатів, що полягли за нашу свободу, а ветеранів, які залишились живі, шанувати.
Спогади Яблонської Анастасії Сидорівни:
Мою прабабусю звати Яблонська Анастасія Сидорівна. Вона бачила, коли почалася війна і коли закінчилась. Мені бабуся розповідала, що німці гнали її до Кищенців, а на спині у неї був її маленький братик - Володя. Вона йшла із своїм братиком і переступала через трупи людей, яких повбивали німці. У моєї бабусі була корова. І коли німці напали , то вони зарізали корову, а бабусю з її мамою вигнали з дому . Але після бомбардування радянських літаків та наступу червоноармійців, німці почали тікати. Кілька бомб упало за селом. До цих пір там залишилися великі рови. Німці тікаючи, забрали танк, який стояв у вишневому садку біля хати. Але й нашим добряче дісталось. Одному хлопцеві відірвало ноги. Бабуся казала, що йому було років 16. Бабуся розповідала, що на війну пішов мій прапрадід Тарас, але він не повернувся з війни. Отже, війна забрала наших рідних. І щоб не було війни потрібно, щоб була дружба між всіма людьми.
Спогади Коломієць Христі Максимівни:
Коломієць Христя Максимівна народилася в 1919 році. Їй не виповнилось ще й двадцяти двох , як вона зазнала горя і страждань . У 1939 році народилася донечка Олена . Батько - Коломієць Максим Григорович , працював у кузні. Мати , Коломієць Гапка Федорівна, працювала біля землі - сапала буряки . Христя Максимівна закінчила 4 класи . Навчалась добре , могла б і далі продовжувати навчання , але життя склалося так, що не було за що жити і вимушена була йти працювати разом з мамою . У 1934 році у свої 15 літ сапала півпайка буряків . Але сталося щось жахливе . Почалася війна . Настав грудень 1941 року . Із села Кути тікали люди в Хижню . Тікали і ховалися під кожною хатою . Рвалися снаряди, їхали танки і кричали люди . Голими і босими, в лютий мороз, гнали людей з маленькими дітками на руках у Маньківку . До нашої хати прийшло два високих німці. Вони пригнали багато дітей , загнали їх у хату і почали стріляти по дітях , і по образах . Діти кричали . Вранці вигнали з хати і погнали в Кинашівку через річку . Діти плакали , хотіли їсти . Хліба зовсім не було . У однієї жінки було четверо дітей . Вона зверталася до німців, просила дітям хліба , але ті не зважали ні на що. Були такі, що добре ставились до людей , а деякі били ногами і палицями . Люди вмирали з голоду , а німці ще живими закопували їх в окопи. Але до нас дійшла радісна звістка. Дід - віщун сказав, щоб трохи ще потерпіли і що скоро закінчиться війна, скоро прийдуть радянські війська. І ось на світанку прийшли вже наші, які відігнали німців аж до Маньківки. До села люди повернулися 8 березня 1944 року. Коли прийшли до своєї домівки, то все було спустошено. Хата стояла без вікон. Було дуже важко , але пережили завдяки Перемозі.
Спогади Кравець Віри Афанасіївни:
Ми жили з мамою, а тут війна. Шістнадцять літ мені було. Прийшли німці і забрали мене. Мама дуже плакала. 20 травня 1942 року, все цвіло, а в мене в душі був сум. Забрали нас, погрузили у товарняк, в якому їхали два тижні. Жах, що робилося.
Поїхала до хазяїна. Йому 60 років, а його жінці – 56. А у них два сини на війні. Вони дуже боялися за своїх дітей, щоб на війні не вбили. Хазяїн, щоб дуже клятий був, не скажеш, не бився, а тільки дуже сварився. Робили, як воли чорні. Але ось Перемога. І я 14 серпня 1945 року повернулася додому. А в селі розруха. В роки окупації всіх, хто міг пересуватися, старих й малих, евакуювали . Ті ж, що залишилися, пішли до порожніх хат, позабирали усе, що було. Бо як ішла моя мама з дому, то взяла тільки необхідне, а все, що неможна донести, полишалося.У селі після війни було три колгоспи. Я пішла на роботу, а її ж було непочатий край. Так і проробила я весь свій вік у колгоспі. Дояркою на фермі працювала аж до пенсії. А це вже стара стала, немічна, нікому допомогти.
Днем визволення Хижні від німецько-фашистських загарбників є 8 березня 1944 року.

#### Післявоєнні роки
В 1952 році в селі біля школи на місці братської могили, де 1 березня 1944 року було поховано 42 військовослужбовці, споруджено пам'ятник воїнам (Пам'ятник невідомому солдатові).
У січні 1954 року Хижнянська сільська рада в складі Маньківського району перейшла до Черкаської області. В цьому ж році відбувся перший післявоєнний випуск. Із школи вийшло 39 випускників.
У 1957 році на місці братської могили було встановлено пам'ятник (біля цвинтарю). Саме поховання датується 16 січня 1944 року. Кількість похованих військовослужбовців 42. Відомих всього 5:
- рядовий Глуховченко Данило Петрович, 1915 року народження. Загинув 16 січня 1944 року.
- рядовий Горбань Андрій Євдокимович, 1900 року народження. Загинув 16 січня 1944 року.
- капітан Пащенко Михайло Андрійович. Загинув 16 січня 1944 року.
- лейтенант Фролов Михайло Пилипович. Загинув 16 січня 1944 року.
- рядовий Дубовик Сергій Семенович, 1907 року народження. Загинув 16 січня 1944 року.

Також на честь загиблих в роки війни хижнян в 1958 році в селі споруджено обеліск Слави.
У 1958 році три колгоспи об'єднано в один великий колгосп «Комунар». У листопаді 1959 року Хижнянську сільську раду переведено до Жашківського району Черкаської області. Сільським головою обрано Коломійця Терентія Макаровича, який очолював село до 1982 р.
Указом президії від 4 січня 1965 року Президія Верховної Ради Української РСР постановила внести зміни в адміністративне районування і затвердити райони республіки. Хижня була затверджена за Жашківським районом.
За успіхи в піднесенні врожайності сільськогосподарських культур у 1967 році господарству присвоєно почесне звання колгоспу високої культури землеробства. Також в цьому році було відкрито пам'ятник В. І. Леніну.
25 грудня 1967 року, у день 50-річчя проголошення радянської влади на Україні, в Хижнянській середній школі було відкрито Кімнату бойової Слави. Це була перша Кімната бойової Слави на Жашківщині.
Станом на початок 70-х років XX століття кількість населення складала 1789 осіб. Партійна організація (створена 1925 року) об'єднувала 64 комуністи, комсомольська — 71 члени ВЛКСМ.
За сумлінну працю 184 трудівники села були відплачені урядовими нагородами. Колишній голова колгоспу Л. Я. Гайдаєнко — нагороджений орденом Леніна.
В селі розміщувалась центральна садиба колгоспу «Комунар», за яким було закріплено 3 295,8 га сільськогосподарських угідь, в тому числі 3 055,9 га орної землі. В господарстві вирощували зернові і технічні культури, було розвинуте м'ясо-молочне тваринництво. Працювали крупорушка, пилорама, столярно-слюсарська майстерня.
Також на той час працювали середня школа, будинок культури з широкоекранною стаціонарною кіноустановкою, бібліотека з фондом 14 тисяч книг, фельдшерсько-акушерський пункт, пологовий будинок, дитячий садок, 5 магазинів споживчої кооперації, перукарня, майстерня побутового обслуговування.
У колгоспі «Комунар» у 1967 році було зайнято горохом на силос 72 га, а урожай силосної маси становив 290 ц/га. Також було замічена добра робота механізаторів колгоспу: техніка використовується найбільш продуктивно, всі роботи виконуються вчасно і високоякісно. Окрім цього відмічено досягнення В. М. Бутенка з колгоспу «Комунар»: з рядового механізатора він став бригадиром тракторно-рільничої бригади.
Станом на 1971 рік колгосп спеціалізувався на крільництві. 15 серпня 1971 року відбулося районне свято, присвячене закінченню жнив, на якому колгосп був відмічений як один з кращих господарств району. А за врожайністю пшениці зайняв «Комунар» друге місце (45,7 ц/га).
23 квітня 1976 року було відкрито Меморіал Слави, на плитах якого викарбувані 186 прізвищ жителів села, які загинули в роки німецько-радянської війни.
У 1980-х роках головою села був Бардаченко Олексій Васильович 1958 р.н.
В 1989 році на основі фондів Кімнати бойової Слави було засновано Музей історії села. В музеї налічуються відділи: етнографії, війни, історії краю, сучасності, історії школи.
Станом на 1989 рік у Хижні проживало 1063 осіб (429 чоловіків та 634 жінки) у селі Одай — 206 осіб (92 чоловіки та 114 жінок).

### Незалежність
З 1991 року село входить до складу незалежної України.
В 1990-х роках головою села був Коломієць Олексій Терентійович.
Станом на 1992 рік у Хижні проживало близько 1000 осіб.
В 2001 році в селі проживало 821 особа (352 чоловіки та 469 жінок). Дворів — 596. Сільським головою була Манелюк Ганна Раймондівна.
Згідно постанови Кабінету Міністрів України від 8 жовтня 2001 року Коломієць Надію Яківну за особистий внесок у розвиток освіти та багаторічну сумлінну працю було нагороджено Почесною грамотою Кабінету міністрів України.
В 2001 році у Хижні з благословення керуючого єпархією на честь святого апостола і євангеліста Луки був заснований храм.
На всеукраїнському переписі населення були отримані наступні дані щодо рідної мови жителів Хижні та Одай:
|                                      | Українська          | Російська      | Молдовська     |
| Хижнянська сільська рада (984 особи) | 97,97 % (964 особи) | 1,63 (16 осіб) | 0,41 (4 особи) |
| с. Хижня (830 осіб)                  | 97,71 % (811 осіб)  | 1,81 (15 осіб) | 0,48 (4 особи) |
| с. Одай (154 особи)                  | 99,35 (153 особи)   | 0,65 (1 особа) | -              |

31 березня 2002 р. сільським головою с. Хижня обрано Коваленка Олександра Григоровича. Та його ж переобрано на новий термін 26 березня 2006 р.
У 2002 році до 70-річчя голодомору на сільському кладовищі було встановлено пам'ятний хрест жертвам Голодомору 1932—1933 років.
Реєстр структурних утворень політичних партій Жашківського районного управління юстиції Черкаської області станом на 2002-2005 роки по селу Хижня:
| Назва громадського формування                                         | прізвище та ініціали керівника |
| --------------------------------------------------------------------- | ------------------------------ |
| Хижнянська організація Всеукраїнського об'єднання «Батьківщина»       | Древич Н.І.                    |
| Хижнянський осередок соціал-демократичної партії України (об’єднаної) | Дробаха Л.П.                   |
| Хижнянський осередок Селянської партії України                        | Дробаха П.А.                   |
| Хижнянська організація Комуністичної партії України                   | Александрович А.А.             |
| Хижнянська первинна організація Соціалістичної партії України         | Ізотова О.С.                   |
| Хижнянський первинний осередок Української Народної Партії            | Лютецька Г.І.                  |
| Хижнянська первинна організація Народної Партії                       | Завада П.П.                    |

Станом на 1 червня 2006 року на території Хижнянської сільської ради діють два фельдшерсько-акушерських пункти, дошкільна дитяча установа на 30 дітей, будинок культури, магазин, кафе, млин, теслярська майстерня.
Населення станом на 1 січня 2008 р. на території Хижнянської сільської ради зареєстровано 859 осіб, з них 727 дорослого населення. 132 особи до 18 років.
Станом на 2009 рік:
- хижнянська загальноосвітня школа І-ІІІ ступенів має 15 класних кімнат і навчальних кабінетів, комп’ютерний клас, спортивний зал, їдальню на п’ятдесят місць, комбіновану майстерню, бібліотеку з книжковим фондом 18800 примірників, музей історії села, Кімнату Світла (психологічного розвантаження). Школярі     доглядають шкільний город та шкільний сад.
- На базі СБК функціонує 6 гуртків. Функціонують духовий оркестр, танцювальний, жіночий     ансамбль «Чаєчка», тенісний та шашково-шаховий гуртки. Постійно проводяться тематичні вечори, концерти, вечори дозвілля та відпочинку.
- У селах Хижня і Одай приватизували земельні ділянки і отримали державні акти 165     власників. У 2008 році було переукладено 845 договорів оренди земельних паїв. Також отримали земельні паї 35 працівників соціальної сфери. На території села здійснюють виробничу діяльність 10 приватних підприємців.
- Найскладнішою ж проблемою для жителів Хижні та Одаю є безробіття, від якого потерпають близько 100 осіб.
- При Хижнянській школі створено волонтерські загони, які допомагають ветеранам війни та праці обробляти земельні ділянки, в придбанні ліків та продуктів харчування.
- На території сільської ради є стадіон та спортивний зал при школі, де проводяться змагання між сільськими та шкільними командами.
- При сільській раді створено та діє громадське формування – загін самооборони населення із 22 осіб. Об’єднання створено на добровільних засадах з метою сприяння органу місцевого самоврядування та правоохоронним органам.
- На території Хижнянської сільської ради здійснюють сільськогосподарське виробництво ТОВ «Хижня» і СТОВ «Колос», які спеціалізуються на вирощуванні зернових культур: ячмінь, кукурудза, озима пшениця, озимий ріпак, соя, цукровий буряк.

У 2010 році було видано збірник пісень хижнянки Степаниди Яківни Бровченко "Пісні з голосу Степаниди Бровченко".
31 жовтня 2010 року відбулися місцеві вибори. До жашківської районної ради пройшла Цвинтарна Тетяна Василівна, 1969 р.н., освіта вища, на момент обрання – заступник директора ЗОШ №5 м. Жашків, член Партії регіонів, член постійної комісії з питань регламенту, депутатської етики та місцевого самоврядування, обрана в одномандатному виборчому окрузі №31 (с. Хижня, с. Одай) від Партії регіонів.
1 листопада 2010 року сільським головою с. Хижня обрано Коваленка Олександра Григоровича від «Соціалістичної партії України».
В Хижнянській сільській раді налічується 12 депутатських мандатів. За даними ЦВК на виборах до Хижнянської сільської ради в 2010 році кількість депутатів, суб'єктом висування яких була «Партія регіонів», становила 8 осіб: . Також 4 особи були самовисуванцями. Таблиця з детальними даними про результати виборів:
| № зп            | № округу | Прізвище, ім'я, по батькові | Дата визнання обраним | Відомості про обраного депутата                                                                |
| --------------- | -------- | --------------------------- | --------------------- | ---------------------------------------------------------------------------------------------- |
| Партія регіонів |          |                             |                       |                                                                                                |
| 1               | 1        | Сіра Тетяна Петрівна        | 01.11.2010            | Освіта середня, позапартійна, Дошкільна дитяча установа с. Хижня, помічник вихователя          |
| 2               | 2        | Чайка Людмила Володимирівна | 01.11.2010            | Освіта середня, позапартійна, Хижнянська загальноосвітня школа I—III ст., вчитель              |
| 3               | 3        | Кулик Василь Леонтійович    | 01.11.2010            | Освіта середня, позапартійний, Цегельний завод Маньківського району с. Кривець, механік        |
| 4               | 4        | Павлюк Олена Дмитрівна      | 01.11.2010            | Освіта середня, позапартійна, Хижнянська сільська рада, бухгалтер                              |
| 5               | 5        | Питель Ольга Григорівна     | 01.11.2010            | Освіта середня, позапартійна, Дошкільна дитяча установа с. Хижня, завідувачка дитячої установи |
| 6               | 8        | Степанюк Віктор Петрович    | 01.11.2010            | Освіта середня, позапартійний, приватний підприємець                                           |
| 7               | 9        | Коломієць Оксана Петрівна   | 01.11.2010            | Освіта середня, позапартійна, Дошкільна дитяча установа с. Хижня, вихователь                   |
| 8               | 11       | Яровенко Олексій Захарович  | 01.11.2010            | Освіта середня, позапартійний, приватний підприємець                                           |
| Самовисування   |          |                             |                       |                                                                                                |
| 9               | 6        | Колісник Раїса Миколаївна   | 01.11.2010            | Освіта вища, позапартійна, тимчасово не працює                                                 |
| 10              | 7        | Козій Ніна Володимирівна    | 01.11.2010            | Освіта середня, позапартійна, Хижнянська загальноосвітня школа I—III ст., тех. працівник       |
| 11              | 10       | Лисенко Лариса Григорівна   | 01.11.2010            | Освіта вища, позапартійна, Хижнянська загальноосвітня школа I—III ст., вчитель                 |
| 12              | 12       | Руденко Галина Андріївна    | 01.11.2010            | Освіта середня, позапартійна, Хижнянська сільська рада, секретар сільської ради                |

28 жовтня 2012 року пройшли вибори до Верховної Ради України. На всіх дільницях було встановлено камери спостереження. Таблиця з детальними даними голосування за блоки та партії (проголосувало 372 виборців з 607, що означає явку 61,29 %):
| Партія                                                                               | Голоси | % до голосуючих | % до всіх |
| ------------------------------------------------------------------------------------ | ------ | --------------- | --------- |
| політична партія Всеукраїнське об’єднання "Батьківщина"                              | 130    | 34,95           | 21,42     |
| Політична партія "УДАР (Український Демократичний Альянс за Реформи) Віталія Кличка" | 80     | 21,51           | 13,18     |
| Партія регіонів                                                                      | 74     | 19,89           | 12,19     |
| Комуністична партія України                                                          | 49     | 13,17           | 8,07      |
| Партія Наталії Королевської "Україна – Вперед!"                                      | 8      | 2,15            | 1,32      |
| Радикальна Партія Олега Ляшка                                                        | 8      | 2,15            | 1,32      |
| політична партія Всеукраїнське об’єднання "Свобода"                                  | 6      | 1,61            | 0,99      |
| політична партія "Наша Україна"                                                      | 5      | 1,34            | 0,82      |
| Соціалістична партія України                                                         | 4      | 1,08            | 0,66      |
| Партія Пенсіонерів України                                                           | 2      | 0,54            | 0,33      |
| Політична партія "Зелені"                                                            | 2      | 0,54            | 0,33      |
| партія Політичне об’єднання "Рідна Вітчизна"                                         | 1      | 0,27            | 0,16      |
| Партія "Рускій блок"                                                                 | 1      | 0,27            | 0,16      |
| Політична партія "НОВА ПОЛІТИКА"                                                     | 1      | 0,27            | 0,16      |
| ПОЛІТИЧНА ПАРТІЯ "УКРАЇНА МАЙБУТНЬОГО"                                               | 1      | 0,27            | 0,16      |
| Політична партія Українська платформа "СОБОР"                                        | 0      | 0,00            | 0,00      |
| Політична партія Всеукраїнське об’єднання "Громада"                                  | 0      | 0,00            | 0,00      |
| політична партія Українська Національна Асамблея                                     | 0      | 0,00            | 0,00      |
| Ліберальна партія України                                                            | 0      | 0,00            | 0,00      |
| Українська партія "Зелена планета"                                                   | 0      | 0,00            | 0,00      |
| Партія Зелених України                                                               | 0      | 0,00            | 0,00      |
| Політична партія "Народно-трудовий союз України"                                     | 0      | 0,00            | 0,00      |

Таблиця з детальними даними голосування за мажоритарними списками  (проголосувало 364 виборці з 607, що означає явку 59,97 %):
| Кандидат | Голоси | % до голосуючих | % до всіх |
| --- | ------ | --------------- | --------- |
| Ничипоренко Валентин Миколайович, Самовисування                                                                 | 96     | 26,37           | 15,82     |
| Терещук Сергій Миколайович, Самовисування                                                                       | 80     | 21,98           | 13,18     |
| Фурман Василь Миколайович, Політична партія "УДАР (Український Демократичний Альянс за Реформи) Віталія Кличка" | 61     | 16,76           | 10,05     |
| Бондаренко Анатолій Васильович, політична партія Всеукраїнське об’єднання "Батьківщина"                         | 59     | 16,21           | 9,72      |
| Єлізаров Павло Олександрович, Самовисування                                                                     | 26     | 7,14            | 4,28      |
| Гречаний Борис Павлович, Комуністична партія України                                                            | 21     | 5,77            | 3,46      |
| Гвоздь Віктор Михайлович, Партія регіонів                                                                       | 6      | 1,65            | 0,99      |
| Нечипоренко Анатолій Олексійович, Самовисування                                                                 | 6      | 1,65            | 0,99      |
| Якібчук Мирослав Ілліч, Самовисування                                                                           | 4      | 1,10            | 0,66      |
| Рибченко Олександр Володимирович, Самовисування                                                                 | 2      | 0,55            | 0,33      |
| Ружин Зоя Володимирівна, Самовисування                                                                          | 2      | 0,55            | 0,33      |
| Бабенко Руслан Володимирович, Радикальна Партія Олега Ляшка                                                     | 1      | 0,27            | 0,16      |
| Доманський Ігор Ростиславович, Самовисування                                                                    | 0      | 0,00            | 0,00      |

На 2012 рік місцевий бюджет Хижні було заплановано в сумі 635 тисяч 835 гривень.
Станом на 2013 рік в Хижні функціонує загальноосвітня школа, яка неофіційно іменується «Школою семи див». Директором школи є Коломієць Надія Яківна. Станом на 2013 рік в школі навчається 40 дітей. Також в 2013 році свідоцтва про базову середню освіту вручали лише четвірці випускників. Наразі школі загрожує внесення до розряду неперспективних шкіл. У Хижні діє також дошкільний навчальний заклад «Калинка», кількість дітей в якому 15. Куратором є Питель Ольга Григорівна. Керівником Музею історії села є учитель історії Жмуд Тетяна Іванівна. Нерухомі пам’ятки історії та культури у складі музею:
- Братська могила;
- Обеліск Слави побудовано в 1951 – 1953 рр. ;
- Меморіал Великої Вітчизняної війни побудовано в 1975 році;
- Пам’ятник невідомому солдату;
- Меморіальні плити (2) .

Музей був відзначений дипломом на обласному рівні.
25 травня 2014 року пройшли вибори Президента України. Таблиця з детальними даними голосування (проголосувало 371 виборець з 578, що означає явку 64,19 %):
| Кандидат                      | Голоси | % до голосуючих | % до всіх |
| ----------------------------- | ------ | --------------- | --------- |
| Порошенко Петро Олексійович   | 192    | 51,75           | 33,22     |
| Тимошенко Юлія Володимирівна  | 73     | 19,68           | 12,63     |
| Ляшко Олег Валерійович        | 44     | 11,86           | 7,61      |
| Гриценко Анатолій Степанович  | 29     | 7,82            | 5,02      |
| Тігіпко Сергій Леонідович     | 12     | 3,23            | 2,08      |
| Гриненко Андрій Валерійович   | 6      | 1,62            | 1,04      |
| Недійсні бюлетені             | 5      | 1,35            | 0,87      |
| Богомолець Ольга Вадимівна    | 4      | 1,08            | 0,69      |
| Рабінович Вадим Зіновійович   | 2      | 0,54            | 0,35      |
| Симоненко Петро Миколайович   | 2      | 0,54            | 0,35      |
| Коновалюк Валерій Ілліч       | 1      | 0,27            | 0,17      |
| Куйбіда Василь Степанович     | 1      | 0,27            | 0,17      |
| Бойко Юрій Анатолійович       | 0      | 0               | 0         |
| Добкін Михайло Маркович       | 0      | 0               | 0         |
| Клименко Олександр Іванович   | 0      | 0               | 0         |
| Кузьмін Ренат Равелійович     | 0      | 0               | 0         |
| Маломуж Микола Григорович     | 0      | 0               | 0         |
| Саранов Володимир Георгійович | 0      | 0               | 0         |
| Тягнибок Олег Ярославович     | 0      | 0               | 0         |
| Цушко Василь Петрович         | 0      | 0               | 0         |
| Шкіряк Зорян Несторович       | 0      | 0               | 0         |
| Ярош Дмитро Анатолійович      | 0      | 0               | 0         |

26 жовтня 2014 року пройшли вибори до Верховної Ради України. Таблиця з детальними даними голосування за блоки та партії (проголосувало 294 виборці з 573, що означає явку 51,31 %):
| Партія                                                                       | Голоси | % до голосуючих | % до всіх |
| ---------------------------------------------------------------------------- | ------ | --------------- | --------- |
| ПАРТІЯ "БЛОК ПЕТРА ПОРОШЕНКА"                                                | 86     | 29,25           | 15,01     |
| Політична партія "НАРОДНИЙ ФРОНТ"                                            | 65     | 22,11           | 11,34     |
| Радикальна Партія Олега Ляшка                                                | 52     | 17,69           | 9,08      |
| ПОЛІТИЧНА ПАРТІЯ "ВСЕУКРАЇНСЬКЕ АГРАРНЕ ОБ’ЄДНАННЯ "ЗАСТУП"                  | 21     | 7,14            | 3,66      |
| політична партія Всеукраїнське об’єднання "Батьківщина"                      | 15     | 5,10            | 2,62      |
| Політична партія "Об’єднання "САМОПОМІЧ"                                     | 12     | 4,08            | 2,09      |
| Політична партія "Громадянська позиція (Анатолій Гриценко)"                  | 8      | 2,72            | 1,40      |
| Комуністична партія України                                                  | 7      | 2,38            | 1,22      |
| Партія Сергія Тігіпка "Сильна Україна"                                       | 6      | 2,04            | 1,05      |
| Політична партія "Опозиційний блок"                                          | 5      | 1,70            | 0,87      |
| політична партія Всеукраїнське об’єднання "Свобода"                          | 5      | 1,70            | 0,87      |
| Політична партія "Єдина Країна"                                              | 2      | 0,68            | 0,35      |
| Партія Зелених України                                                       | 2      | 0,68            | 0,35      |
| Українська партія "Зелена планета"                                           | 2      | 0,68            | 0,35      |
| Партія "Солідарність жінок України"                                          | 1      | 0,34            | 0,17      |
| Політична партія "НОВА ПОЛІТИКА"                                             | 1      | 0,34            | 0,17      |
| Політична партія "Сила Людей"                                                | 1      | 0,34            | 0,17      |
| політична партія ВСЕУКРАЇНСЬКЕ ПОЛІТИЧНЕ ОБ'ЄДНАННЯ "УКРАЇНА – ЄДИНА КРАЇНА" | 1      | 0,34            | 0,17      |
| Політична партія "ПРАВИЙ СЕКТОР"                                             | 1      | 0,34            | 0,17      |
| політична партія Конгрес Українських Націоналістів                           | 1      | 0,34            | 0,17      |
| Політична партія "Інтернет партія України"                                   | 0      | 0,00            | 0,00      |
| Політична Партія "5.10"                                                      | 0      | 0,00            | 0,00      |
| Партія "ВІДРОДЖЕННЯ"                                                         | 0      | 0,00            | 0,00      |
| Політична партія "Національна Демократична партія України"                   | 0      | 0,00            | 0,00      |
| ПОЛІТИЧНА ПАРТІЯ "УКРАЇНА МАЙБУТНЬОГО"                                       | 0      | 0,00            | 0,00      |
| Ліберальна партія України                                                    | 0      | 0,00            | 0,00      |
| Політична партія "Сила і Честь"                                              | 0      | 0,00            | 0,00      |
| ПОЛІТИЧНА ПАРТІЯ "БЛОК ЛІВИХ СИЛ УКРАЇНИ"                                    | 0      | 0,00            | 0,00      |
| Політична партія Громадянський рух України                                   | 0      | 0,00            | 0,00      |
| Партія Пенсіонерів України                                                   | 0      | 0,00            | 0,00      |
| Патріотична партія України                                                   | 0      | 0,00            | 0,00      |

Таблиця з детальними даними голосування за мажоритарними списками (проголосувало 290 виборців з 573, що означає явку 50,61 %):
| Кандидат                                                                            | Голоси | % до голосуючих | % до всіх |
| ----------------------------------------------------------------------------------- | ------ | --------------- | --------- |
| Фурман Василь Миколайович, ПАРТІЯ "БЛОК ПЕТРА ПОРОШЕНКА"                            | 92     | 31,72           | 16,06     |
| Ничипоренко Валентин Миколайович, Самовисування                                     | 92     | 31,72           | 16,06     |
| Первак Назар Михайлович, Самовисування                                              | 24     | 8,28            | 4,19      |
| Доманський Ігор Ростиславович, Політична партія "НАРОДНИЙ ФРОНТ"                    | 20     | 6,90            | 3,49      |
| Олійник Віталій Васильович, політична партія Всеукраїнське об’єднання "Батьківщина" | 17     | 5,86            | 2,97      |
| Харламов Олександр Володимирович, Партія Сергія Тігіпка "Сильна Україна"            | 15     | 5,17            | 2,62      |
| Тищенко Сергій Олександрович, Радикальна Партія Олега Ляшка                         | 7      | 2,41            | 1,22      |
| Гречаний Борис Павлович, Комуністична партія України                                | 7      | 2,41            | 1,22      |
| Неділько Олексій Васильович, Самовисування                                          | 6      | 2,07            | 1,05      |
| Риженко Анатолій Володимирович, Політична партія "Опозиційний блок"                 | 5      | 1,72            | 0,87      |
| Титаренко Олександр Вікторович, Самовисування                                       | 3      | 1,03            | 0,52      |
| Концева Лариса Борисівна, Самовисування                                             | 2      | 0,69            | 0,35      |

За інформацією МВС України, 7 серпня 2014 року в зоні АТО загинув хижнянин Кумановський Віктор 19 лютого 1975 року народження. На момент мобілізації проживав у м. Умань.
Станом на травень 2015 року в Хижні проживало 619 осіб.
28 жовтня 2015 року відбулися місцеві вибори. За результатами ЦВК на виборах сільського голови перемогу здобув самовисуванець Коваленко Олександр Григорович. Це його четвертий термін на посаді голови сільської ради села Хижні.
Також відбулися вибори депутатів до сільської ради. Всі 12 осіб були самовисуванцями: Біліченко Ірина Гаврилівна, Браславська Наталія Миколаївна, Гаврилюк Марина Валентинівна, Коломієць Наталія Пилипівна, Коломієць Оксана Петрівна, Коломієць Катерина Іванівна, Кісіль Петро Іванович, Кумановська Єва Гнатівна, Лотецька Галина Іванівна, Нечипор Лідія Олександрівна, Племенник Катерина Федорівна та Руденко Галина Андріївна. 
На виборах до районної ради на 32 територіальному виборчому окрузі перемогу здобула Коломієць Надія Яківна від «Партії Ветеранів Афганістану» з результатом 75 голосів за, що відповідає 27.7778 %. Загалом на 32 ТВО крім Коломієць Н. Я. обирались ще троє хижнян, а саме: Лотецька Людмила Василівна, Ізотова Олена Станіславівна, Кумановська Єва Гнатівна. 
На виборах до обласної ради на ТВО №9  від "Партії  Ветеранів Афганістану" обирався Жмуд Юрій Михайлович, громадянин України, народився 06.11.1972 р., освіта професійно-технічна, член Партії ветеранів Афганістану, пенсіонер, місце проживання: с. Хижня, Жашківський р-н, Черкаська обл. За результатами виборів до обласної ради Жмуда Юрія Михайловича було обрано з 680 голосами ЗА у ТВО, що становить 12,0889 %.
З 2015 року, згідно рішення Священного Синоду в Хижні було відкрито «Свято-Пантелеймонівський жіночий монастир». Рішення було прийнято 27 жовтня 2015 року в Києві у Пантелеймонівському жіночому монастирі в Феофанії на черговому засіданні Священного Синоду Української Православної Церкви.
У 2015 році в школі навчалось 35 учнів.
У кінці 2015 року в рамках декомунізації було знесено пам'ятник Леніну. Замість нього встановлено пам'ятник односельцям — жертвам Голодомору. Вулиці було перейменовано, наприклад: вулицю Леніна було перейменовано у вулицю Миру, вулицю Калініна - у Садову, Кірова - у Вишневу.
У 2015 році волонтерський загін "Дзвін" Хижнянської ЗОШ 1-3 ступенів нагороджено грамотою за зайняте перше місце в районному огляді-конкурсі на кращий волонтерський загін. Волонтерський загін "Дзвін" брав у активну участь у допомозі воїнам АТО: збирали гроші на лікування, відвідували воїнів АТО тощо.
11 червня 2016 року на святкування 80-річчя Хижнянської школи завітала відома співачка Ніна Матвієнко.
Станом на 2016 рік у межах Хижнянської сільради 2333 гектари орендує ТОВ «Кищинці» та є основним орендарем земельних паїв жителів села (75-80 власників).
4 листопада 2016 року у 1 (районному) турі всеукраїнського конкурсу "Учитель року - 2017" у номінації біологія було визначено учиталя Хижнянської ЗОШ 1-3 ступенів Ізотова М. Д.
Хижнянське сміттєзвалище станом на 1 січня 2016 року було визнано екологічно небезпечним.
Згідно розпорядження Кабінету Міністрів України від 12 липня 2017 року Хижня входитиме до західного госпітального округу Черкащини.
У 2017 році Хижнянська школа за результатами ЗНО зайняла: по району - 1 місце, по області - 8 місце. При цьому - з математики - 2 місце по області та 32 місце по Україні. Загалом Хижнянська школа увійшла у 800 найкращих з близько 19-ти тисяч (778 місце) . 
Наступного, 2018 року, Хижнянська школа за результатами ЗНО зайняла теж високі місця, хоча й не такі як у 2017 році. По району Хижнянська школа зайняла 4 місце, по області 30 місце та по Україні 1357. За результатами ЗНО з математики Хижнянська ЗОШ зайняла перше місце в Жашківському районі, друге місце в Черкаській області та 27 місце по Україні. Результати ЗНО з хімії також високі: перше місце по району, друге - по області та 128 - по Україні . 
Завдяки таким досягненням питання про пониження школи до 1 ступеня було на пару років відкладено.
У 2018 році було встановлено на в'їзді до сіл Хижня та Одай нові таблички з назвами сіл.
У 2018 році директором школи була Питель Валентина Юріївна.
Згідно інформації Міністерства Фінансів України за доходами бюджет Хижнянської сільської ради в 2018 році виконано на 101.9% до уточненого плану, що становить 2 209 720 грн. За витратами - на 91.2%, що становить 2 503 050 грн. Найбільші доходи до бюджету надійшли з податків на майно - 954 870 грн. (орендна плата тощо), а також з єдиного податку з сільськогосподарських товаровиробників - 931 300 грн. Найбільші видатки - це зарплата (1 365 970 грн.) та використання товарів і послуг - 520 940 грн (електроенергія, обладнання тощо) .
31 березня 2019 року відбувся перший тур виборів Президента України. Фаворитами у хижнян були: О. Ляшко (21%), В. Зеленський (18%) та Ю. Тимошенко (12%) .
21 квітня 2019 року відбувся другий тур виборів Президента України. Вибір хижнян припав на Зеленського В. (217 голосів проти 67 у Порошенка О.) .
21 липня 2019 року відбулися вибори до Верховної Ради України . Таблиця (блоки та партії):
| ПАРТІЯ                                                  | % ЗА  | ГОЛОСІВ ЗА |
| ------------------------------------------------------- | ----- | ---------- |
| ПОЛІТИЧНА ПАРТІЯ "СЛУГА НАРОДУ"                         | 42.61 | 101        |
| ПОЛІТИЧНА ПАРТІЯ "РАДИКАЛЬНА ПАРТІЯ ОЛЕГА ЛЯШКА"        | 16.03 | 38         |
| ПОЛІТИЧНА ПАРТІЯ "СИЛА І ЧЕСТЬ"                         | 13.08 | 31         |
| ПОЛІТИЧНА ПАРТІЯ "ОПОЗИЦІЙНА ПЛАТФОРМА – ЗА ЖИТТЯ"      | 8.01  | 19         |
| ПОЛІТИЧНА ПАРТІЯ "ЄВРОПЕЙСЬКА СОЛІДАРНІСТЬ"             | 4.64  | 11         |
| ПОЛІТИЧНА ПАРТІЯ ВСЕУКРАЇНСЬКЕ ОБ’ЄДНАННЯ "БАТЬКІВЩИНА" | 2.95  | 7          |
| ПОЛІТИЧНА ПАРТІЯ "ГОЛОС"                                | 2.95  | 7          |
| ПОЛІТИЧНА ПАРТІЯ "ОПОЗИЦІЙНИЙ БЛОК"                     | 2.10  | 5          |
| АГРАРНА ПАРТІЯ УКРАЇНИ                                  | 2.10  | 5          |
| ПОЛІТИЧНА ПАРТІЯ ВСЕУКРАЇНСЬКЕ ОБ’ЄДНАННЯ "СВОБОДА"     | 1.68  | 4          |
| ПОЛІТИЧНА ПАРТІЯ "ГРОМАДЯНСЬКА ПОЗИЦІЯ"                 | 1.26  | 3          |
| ПОЛІТИЧНА ПАРТІЯ "СИЛА ЛЮДЕЙ"                           | 0.84  | 2          |
| ПОЛІТИЧНА ПАРТІЯ "ПАРТІЯ ЗЕЛЕНИХ УКРАЇНИ"               | 0.42  | 1          |
| ПОЛІТИЧНА ПАРТІЯ "ОБ’ЄДНАННЯ "САМОПОМІЧ"                | 0.42  | 1          |
| ПОЛІТИЧНА ПАРТІЯ "УКРАЇНСЬКА СТРАТЕГІЯ ГРОЙСМАНА"       | 0.42  | 1          |
| ПОЛІТИЧНА ПАРТІЯ "НЕЗАЛЕЖНІСТЬ"                         | 0.42  | 1          |
| ПОЛІТИЧНА ПАРТІЯ "ПАТРІОТ"                              | 0.00  | 0          |
| ПОЛІТИЧНА ПАРТІЯ "ВСЕУКРАЇНСЬКЕ ОБ’ЄДНАННЯ "ФАКЕЛ"      | 0.00  | 0          |
| ПОЛІТИЧНА ПАРТІЯ "СОЦІАЛЬНА СПРАВЕДЛИВІСТЬ"             | 0.00  | 0          |
| ПОЛІТИЧНА ПАРТІЯ "СИЛА ПРАВА"                           | 0.00  | 0          |
| ПОЛІТИЧНА ПАРТІЯ "ПАРТІЯ ШАРІЯ"                         | 0.00  | 0          |
| ПОЛІТИЧНА ПАРТІЯ "РУХ НОВИХ СИЛ МИХАЙЛА СААКАШВІЛІ"     | 0.00  | 0          |

Таблиця (мажоритарні списки):
| КАНДИДАТ                                                                         | % ЗА  | ГОЛОСІВ ЗА |
| -------------------------------------------------------------------------------- | ----- | ---------- |
| НИЧИПОРЕНКО ВАЛЕНТИН МИКОЛАЙОВИЧ , САМОВИСУВАННЯ                                 | 37.06 | 86         |
| НАГОРНЯК СЕРГІЙ ВОЛОДИМИРОВИЧ , ПОЛІТИЧНА ПАРТІЯ "СЛУГА НАРОДУ"                  | 34.48 | 80         |
| БОЙКО ОЛЕГ ЛЕОНІДОВИЧ , САМОВИСУВАННЯ                                            | 7.32  | 17         |
| ЗАЛІЩУК СВІТЛАНА ПЕТРІВНА , САМОВИСУВАННЯ                                        | 7.32  | 17         |
| ЗАЦАРІННИЙ ОЛЕКСАНДР ІВАНОВИЧ , ПОЛІТИЧНА ПАРТІЯ "СИЛА І ЧЕСТЬ"                  | 5.17  | 12         |
| КОПІЙЧЕНКО ВОЛОДИМИР ПЕТРОВИЧ , ПОЛІТИЧНА ПАРТІЯ "РАДИКАЛЬНА ПАРТІЯ ОЛЕГА ЛЯШКА" | 3.01  | 7          |
| РІЗНИК НАЗАР ОЛЕГОВИЧ , САМОВИСУВАННЯ                                            | 2.58  | 6          |
| НЕЧИТАЙЛО ВАЛЕРІЙ МИКОЛАЙОВИЧ , САМОВИСУВАННЯ                                    | 1.29  | 3          |
| РЕШЕТИЛО ТЕТЯНА МИХАЙЛІВНА , ПОЛІТИЧНА ПАРТІЯ "ОПОЗИЦІЙНИЙ БЛОК"                 | 1.29  | 3          |
| ОСЬКІН ОЛЕКСАНДР ВАСИЛЬОВИЧ , ПОЛІТИЧНА ПАРТІЯ "ЄВРОПЕЙСЬКА СОЛІДАРНІСТЬ"        | 0.43  | 1          |
| ПАСІСНІЧЕНКО ВАЛЕНТИН ІВАНОВИЧ , САМОВИСУВАННЯ                                   | 0.00  | 0          |

У 2019 році Хижнянський художній колектив виступив на концерті Олега Винника у Червоному Куті.
Станом на 2019 рік:
- Населення Хижні становить 540 осіб, Одаї - 60. З них близько 70 дітей (особи до 18 років) та понад 200 людей пенсійного віку. Школярів - 43. У дитячому садку - 14 дітей.
- Орендна плата за паї є вищою за середню по району - 10%.
- В Хижні є 70 одноосібників (обробляють свою землю самостійно) та близько 10 підприємців (ФОПів).
- Працюють усі заклади соціальної сфери: школа, дитячий садок, будинок культури, поштове відділення,     бібліотека (5000 книг), сільська пилорама, два ФАПи.
- Окрім цього працює вуличне освітлення, водогін (працює у близько 100 садиб) та проведений у цьому     році інтернет (користується уже 100-120 садиб).
- Одне з підприємств (ТОВ) організувало для одайчан автобус у хижнянські "базарні дні".
- Автобус в районний центр ходить 4 рази на тиждень, 2 з яких пільгові для людей пенсійного віку.
- Депутат облради, хижнянин Ю. Жмуд посприяв виділенню з обласного бюджету для Хижні 100 тис. грн. На ці гроші     було оновлено будинок культури, закуплено інвентар для молоді села: більярдний стіл та стіл для армрестлінгу, нова акустична система, штори.

Найбільші доходи до бюджету надійшли з податків на майно - 1 021 440.36 грн. (орендна плата тощо), а також з єдиного податку з сільськогосподарських товаровиробників - 907 621.12 грн. Найбільші видатки - це оплата праці і нарахування на заробітну плату (1 570 345.57 грн.) та використання товарів і послуг - 527 698.39 грн (електроенергія, обладнання тощо). Темп росту доходів 104% .
18 грудня 2019 року Жашківською міською радою було вирішено схвалити приєднання територіальних громад с. Хижня та с. Одай Хижнянської сільської ради до Жашківської міської об'єднаної територіальної громади.
28 травня 2020 року на 44 сесії Жашківської районної ради депутатами було прийнято рішення про пониження Хижнянського закладу загальної середньої освіти 1-3 ступенів до 1 ступеня.
У неділю 25 жовтня 2020 року відбудулися чергові місцеві вибори. Жоден хижнянський кандидат не отримав депутатського мандату. Хижняни набрали: Жмуд Тетяна Іванівна - 32 голоси, Кумановський Микола Анатолійович - 22 голоси, Коваленко Олександр Григорович - 65 голосів, Сивак Віктор Васильович - 22 голоси. Статистика інших хижнян-кандидатів не була опублікована, оскільки ті партії, від яких вони балотувались, не пройшли в міську раду. Для шансу проходження в раду потрібно було набрати 84-85 голосів .
Партії-фаворити на виборах до Жашківської міської ради в територіальному виборчому окрузі № 3, до якого належала також Хижня були: Політична партія Всеукраїнське обєднання "Батьківщина" (30%), Політична партія Всеукраїнське обєднання "Черкащани" (13%), Політична партія "Європейська солідарність" (6%), Політична партія "Сила і честь" (10%), Політична партія "Слуга Народу" (41%).
У 2020 році Жашківський район, згідно закону про новий адміністративно-територіальний устрій, було ліквідовано, а Хижню переведено до Уманського району.
У селі діють православна церква та церква Євангельських християн-баптистів.

## Визначні уродженці
- Кумановський Віктор Анатолійович (1975—2014) — солдат, Державна прикордонна служба України, учасник російсько-української війни.

Левитський (Левицький) Микола Михайлович (нар. бл. 1879) - український діяч на Зеленому Клину, випускник Петроградської духовної академії, член Благовіщенської Української Ради, завідувач національного відділу Амурського обласного управління Далекосхідної Республіки (м. Благовіщенськ, 1921-1922 рр.).[джерело не вказане 3591 день]

## Галерея

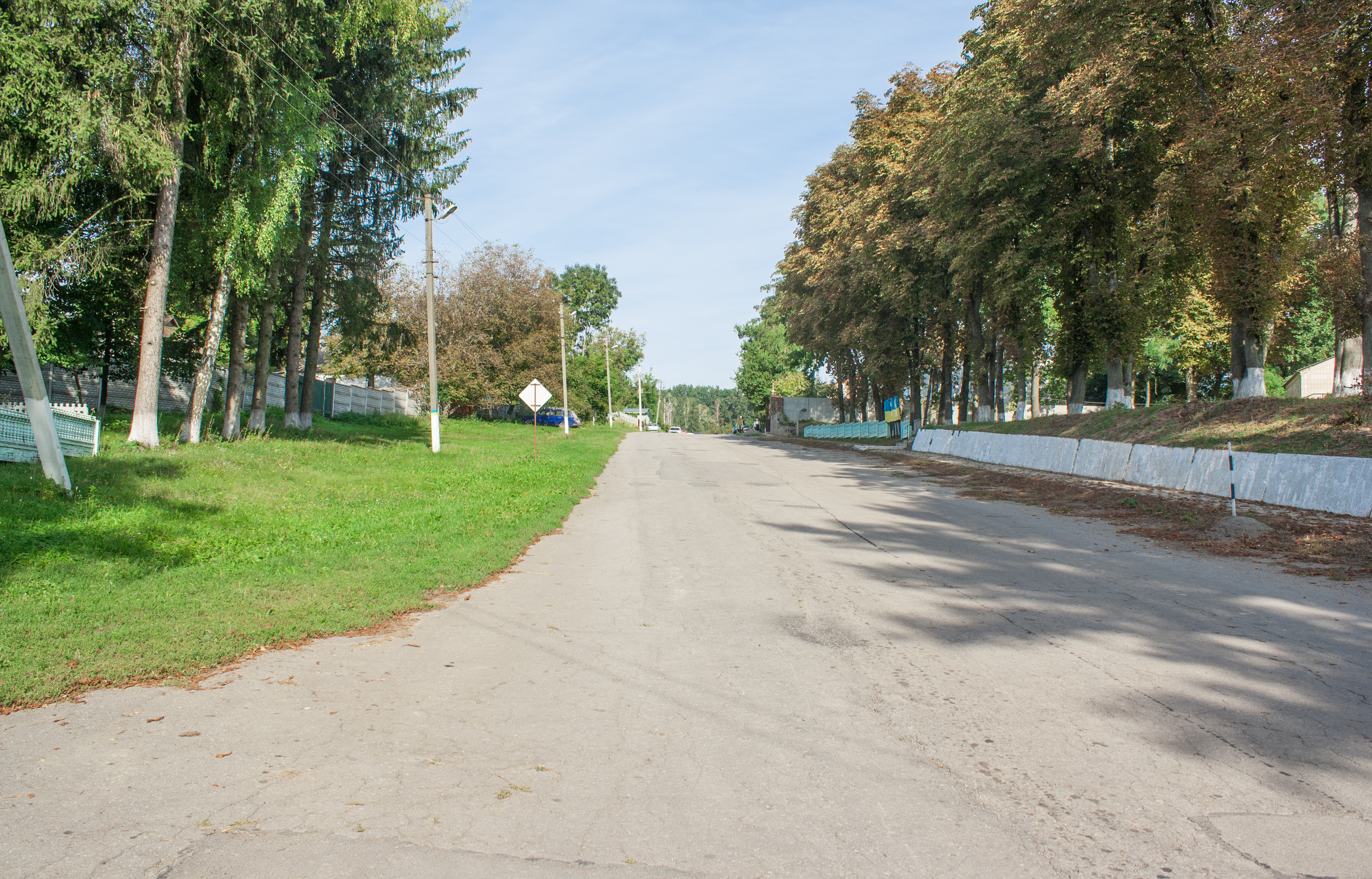
Центр села
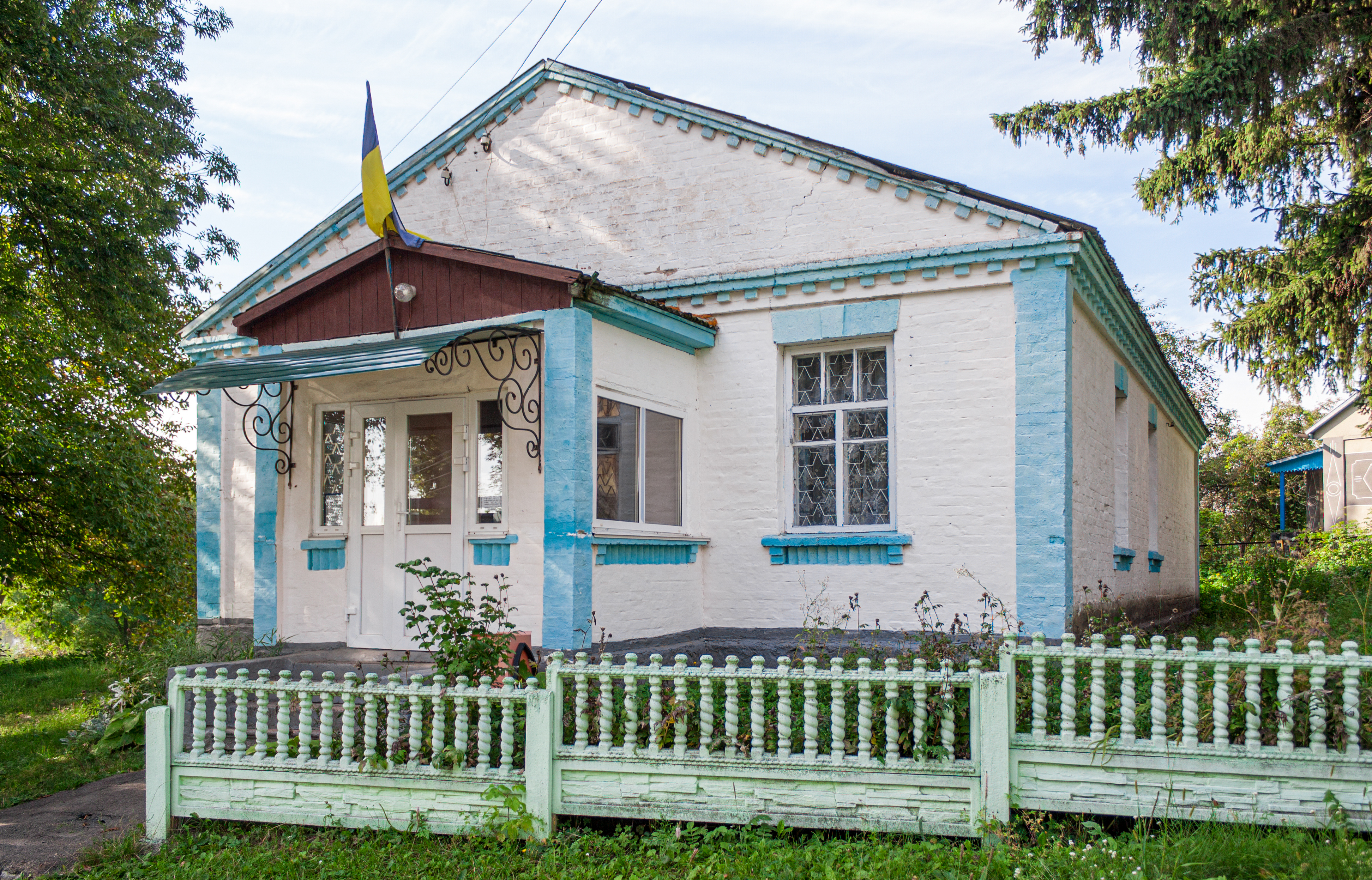
Сільська рада
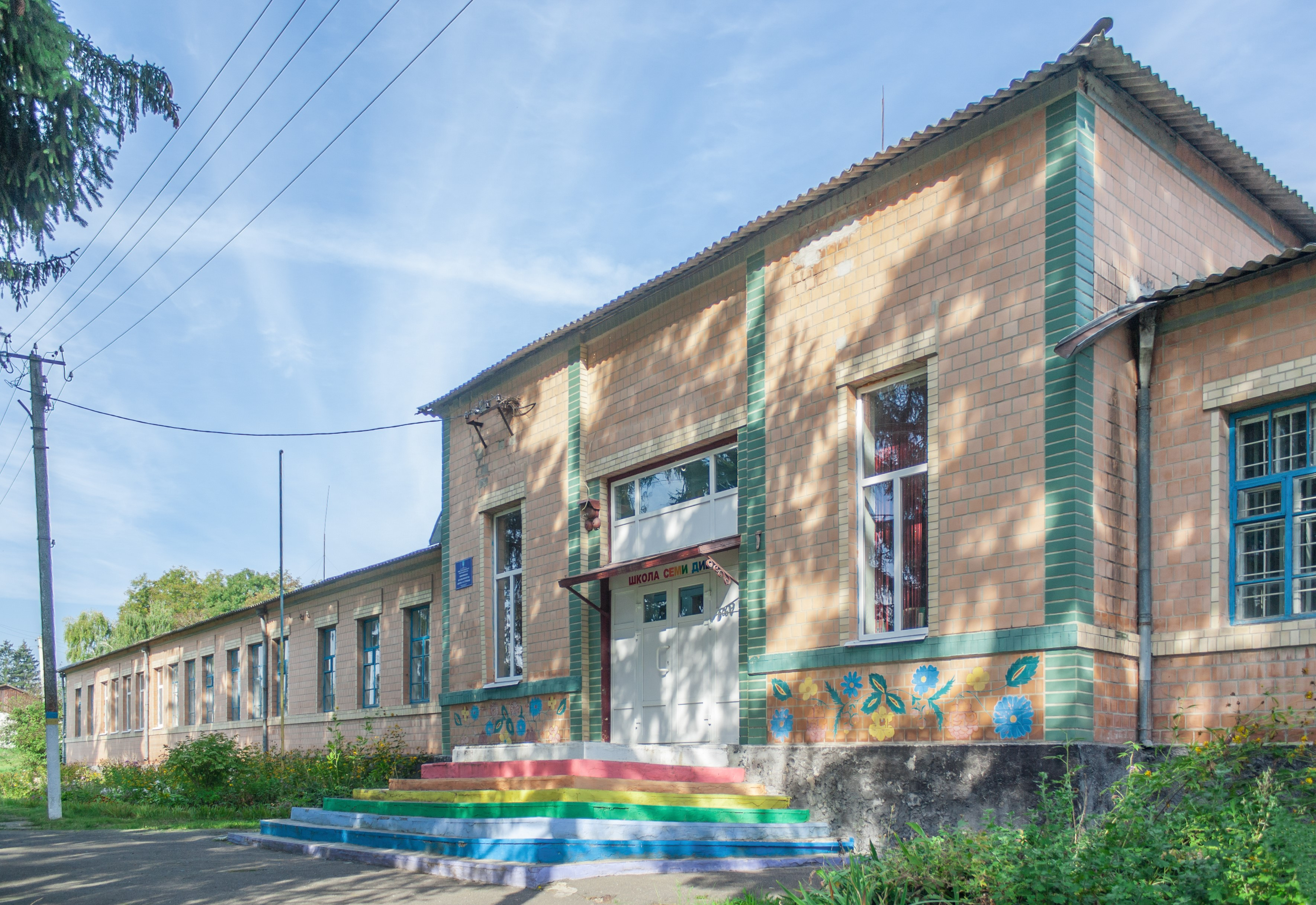
Школа
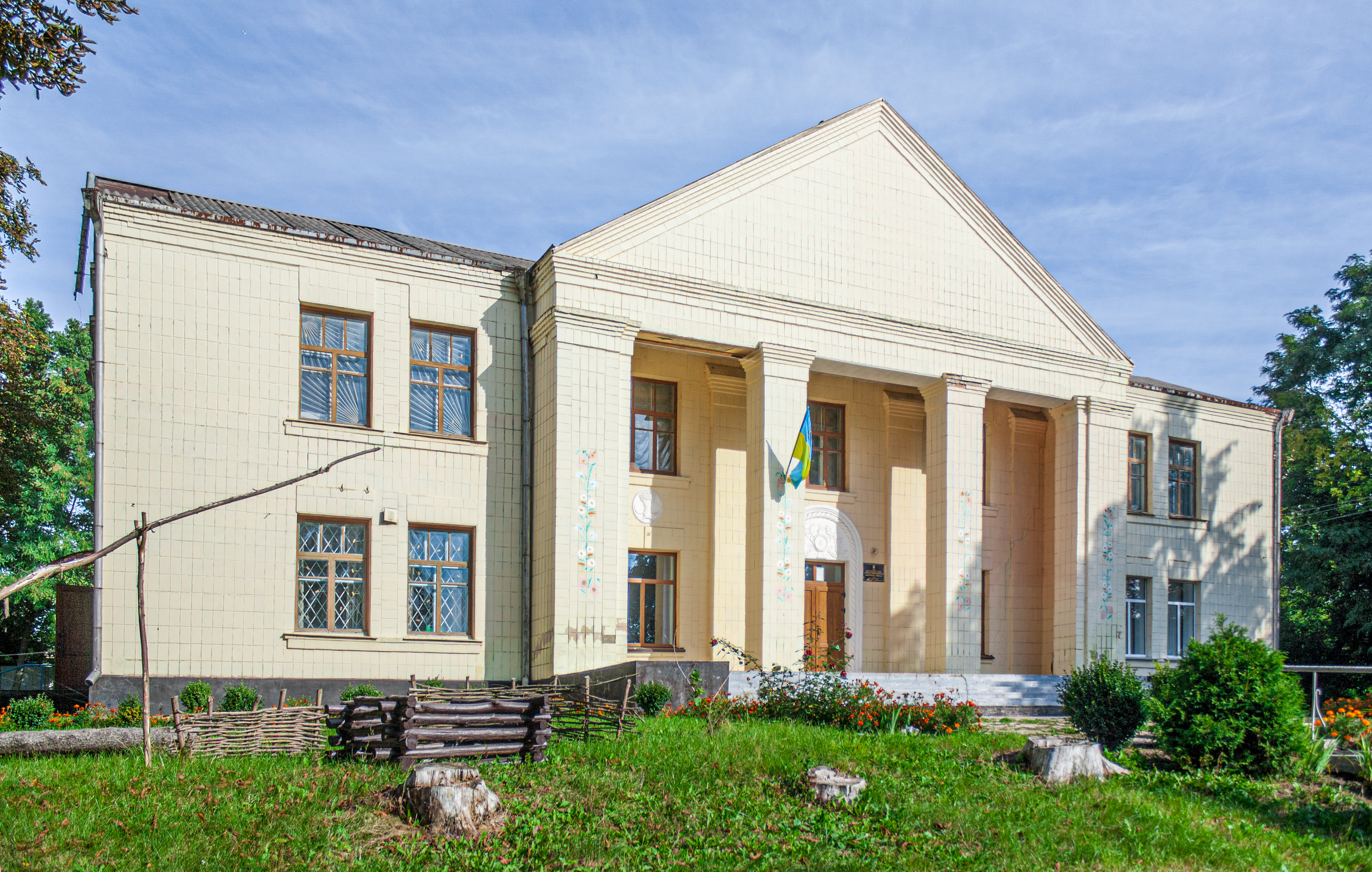
Будинок культури
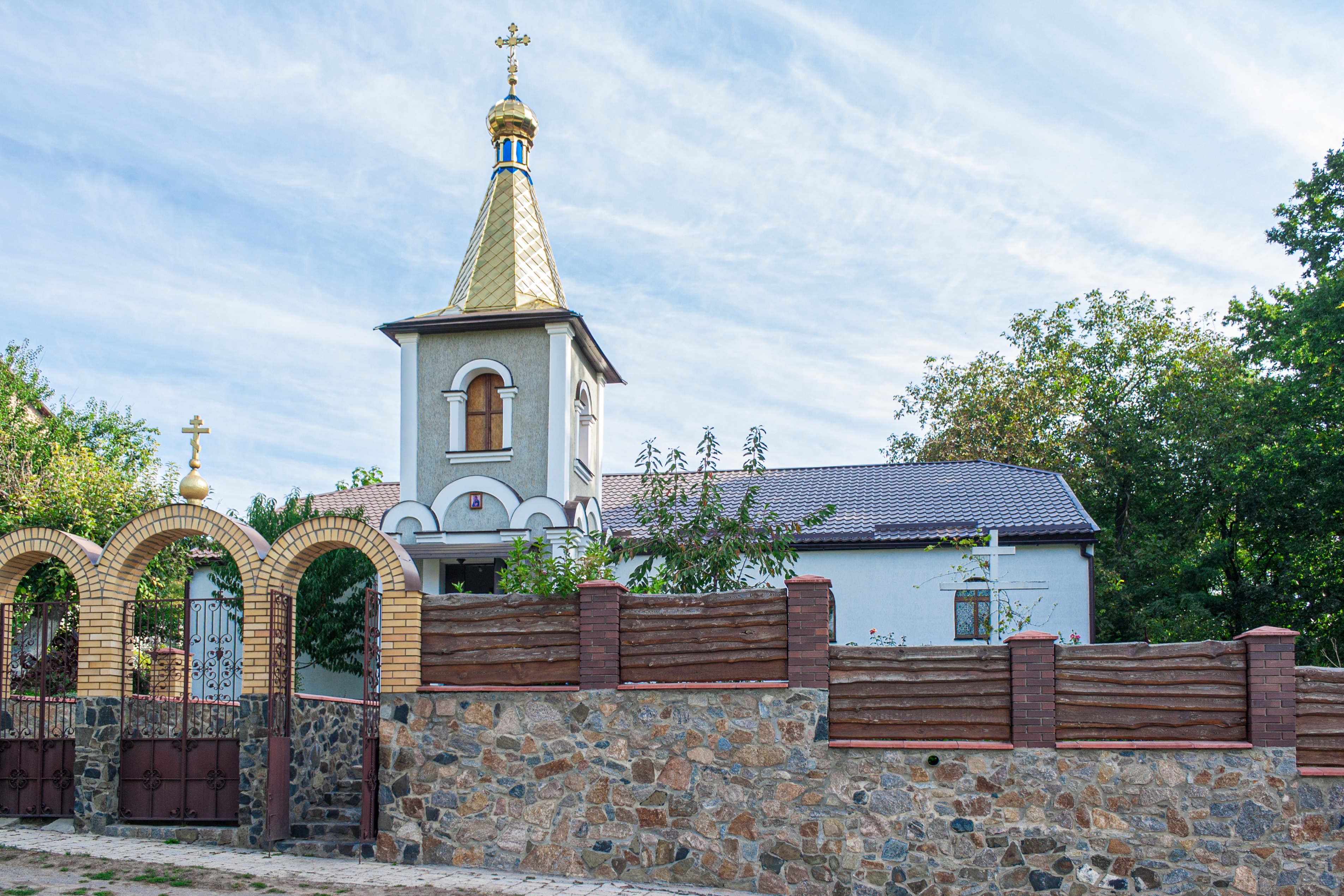
Церква
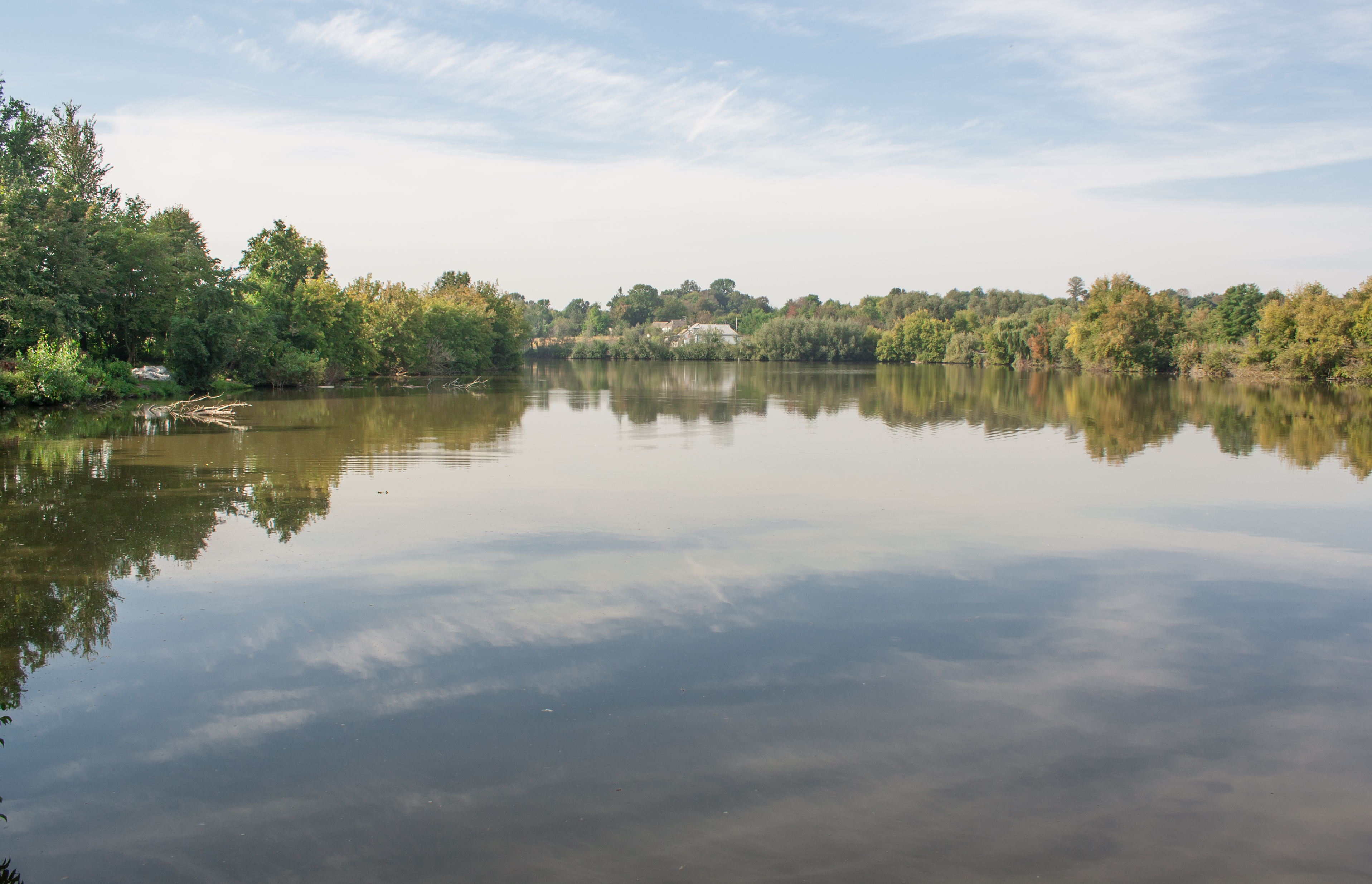
Ставок на річці Тива
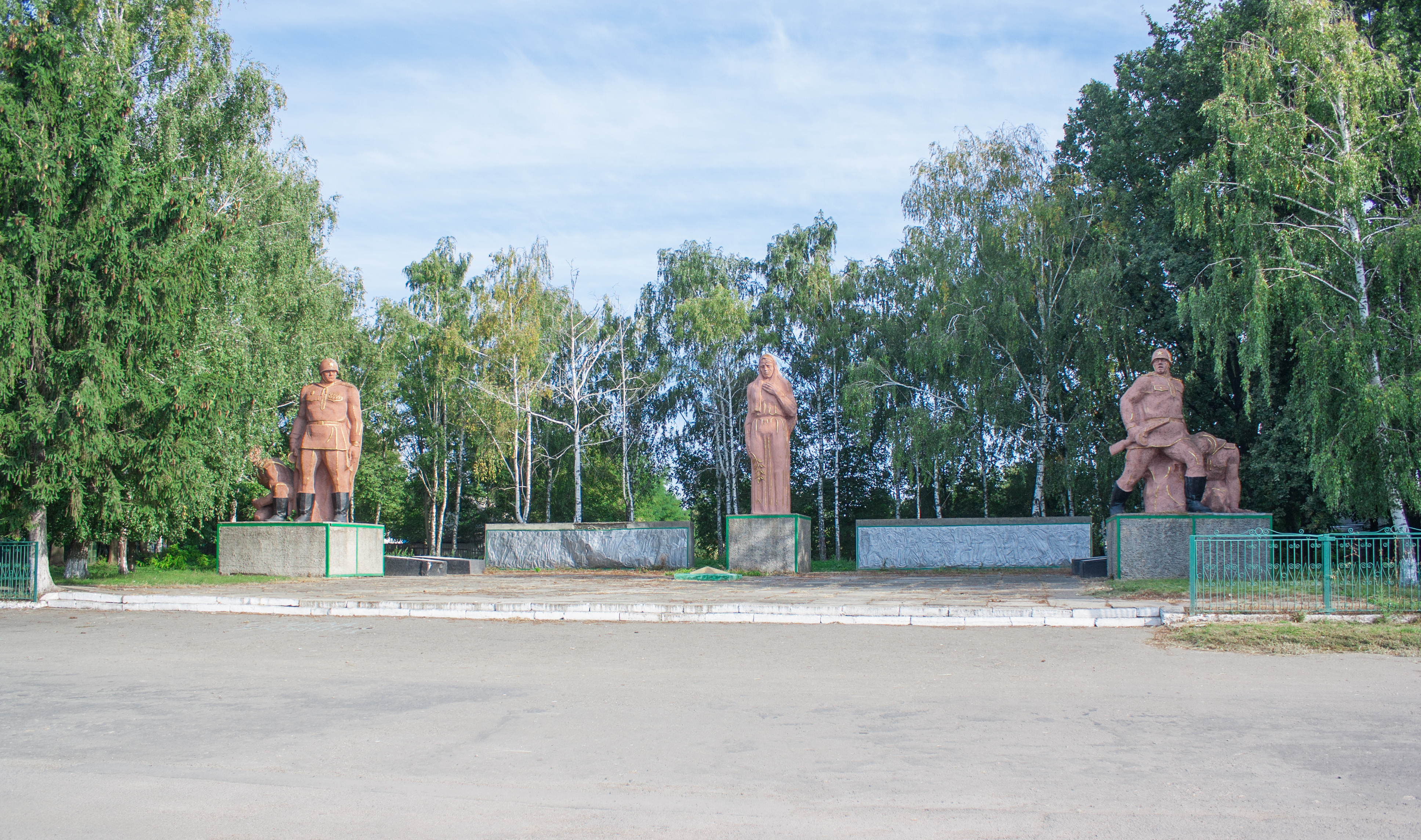
Меморіал Слави
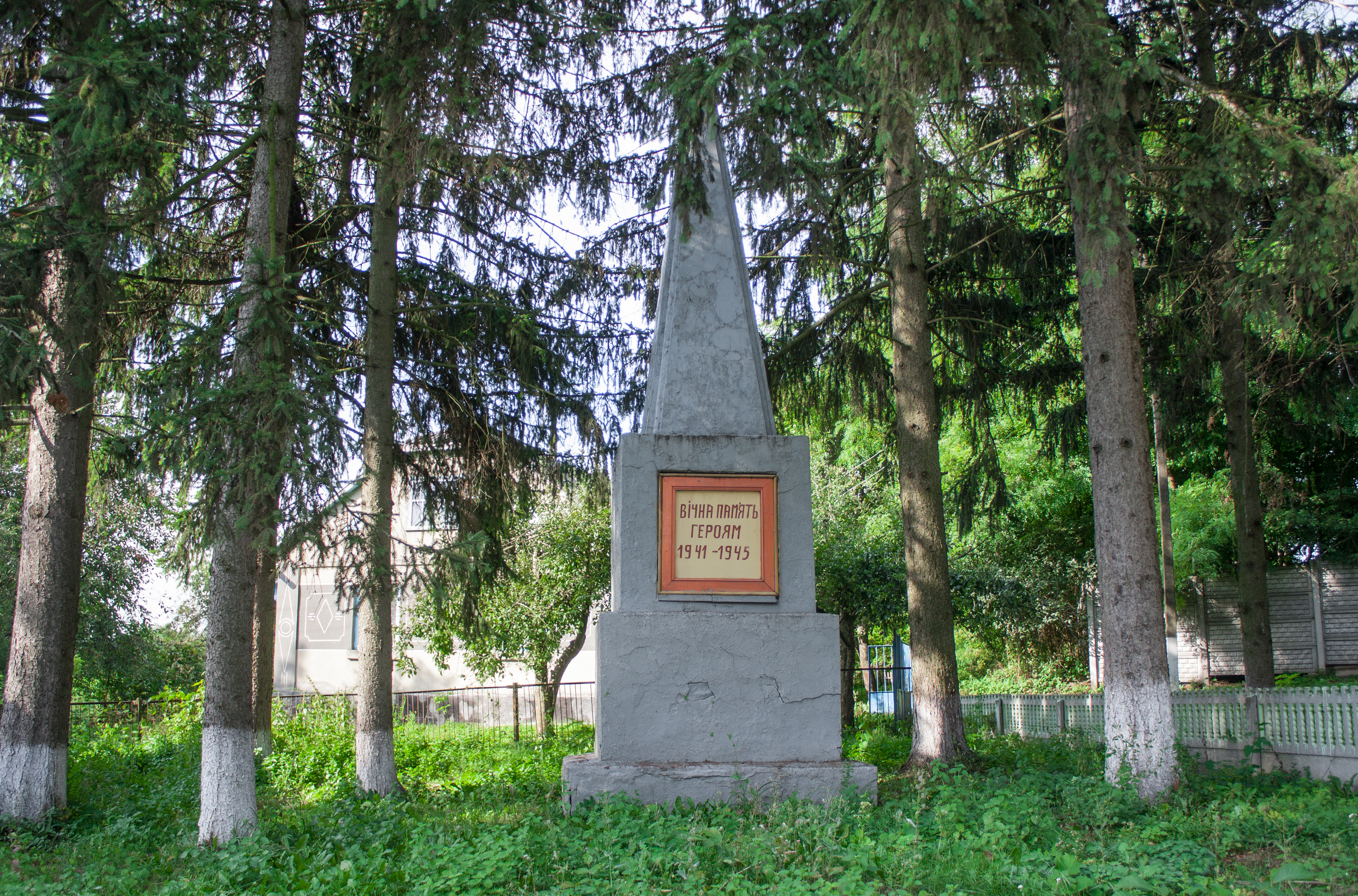
Пам’ятник воїнам-односельчанам
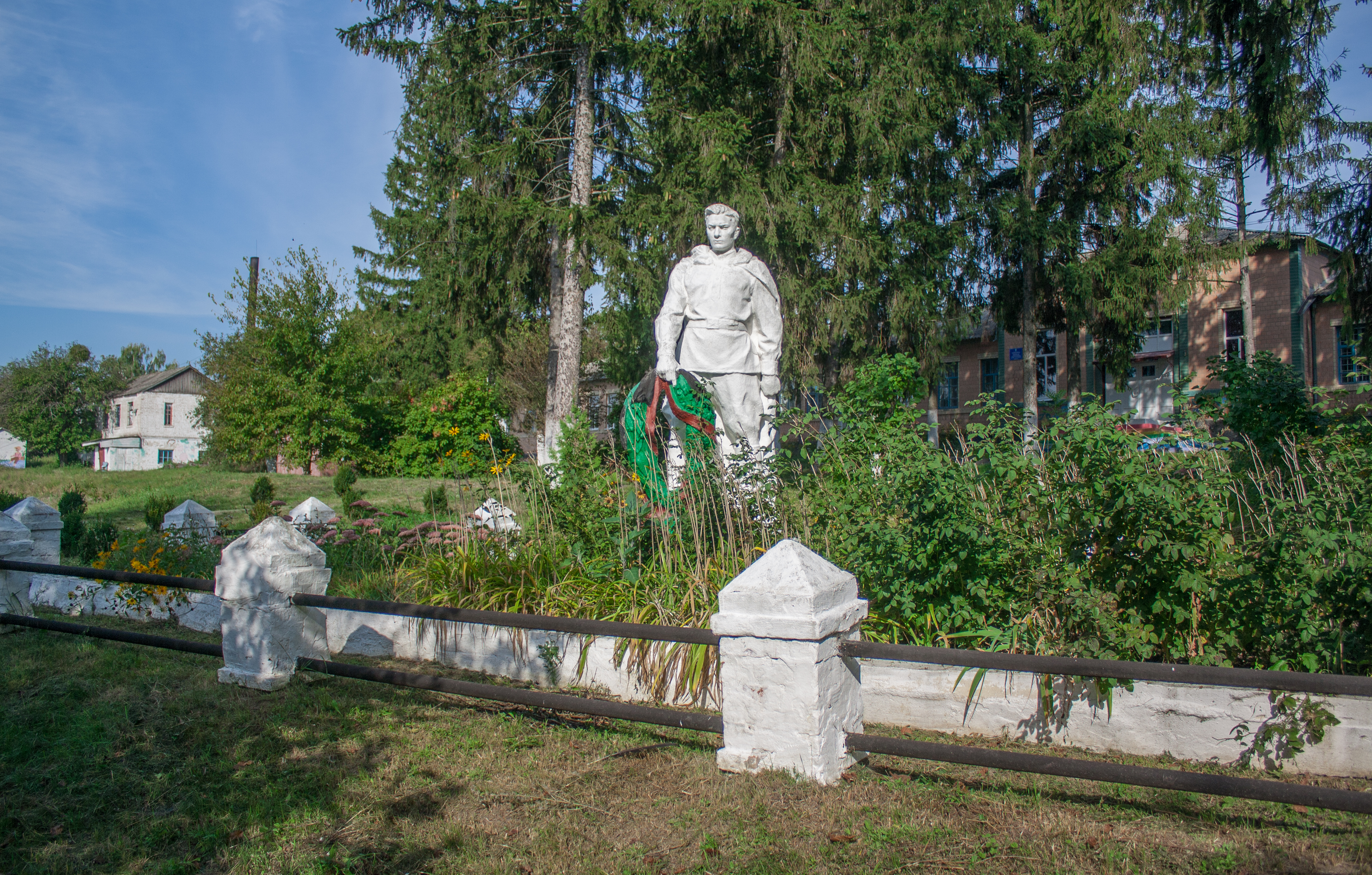
Братська могила радянських воїнів (біля школи)
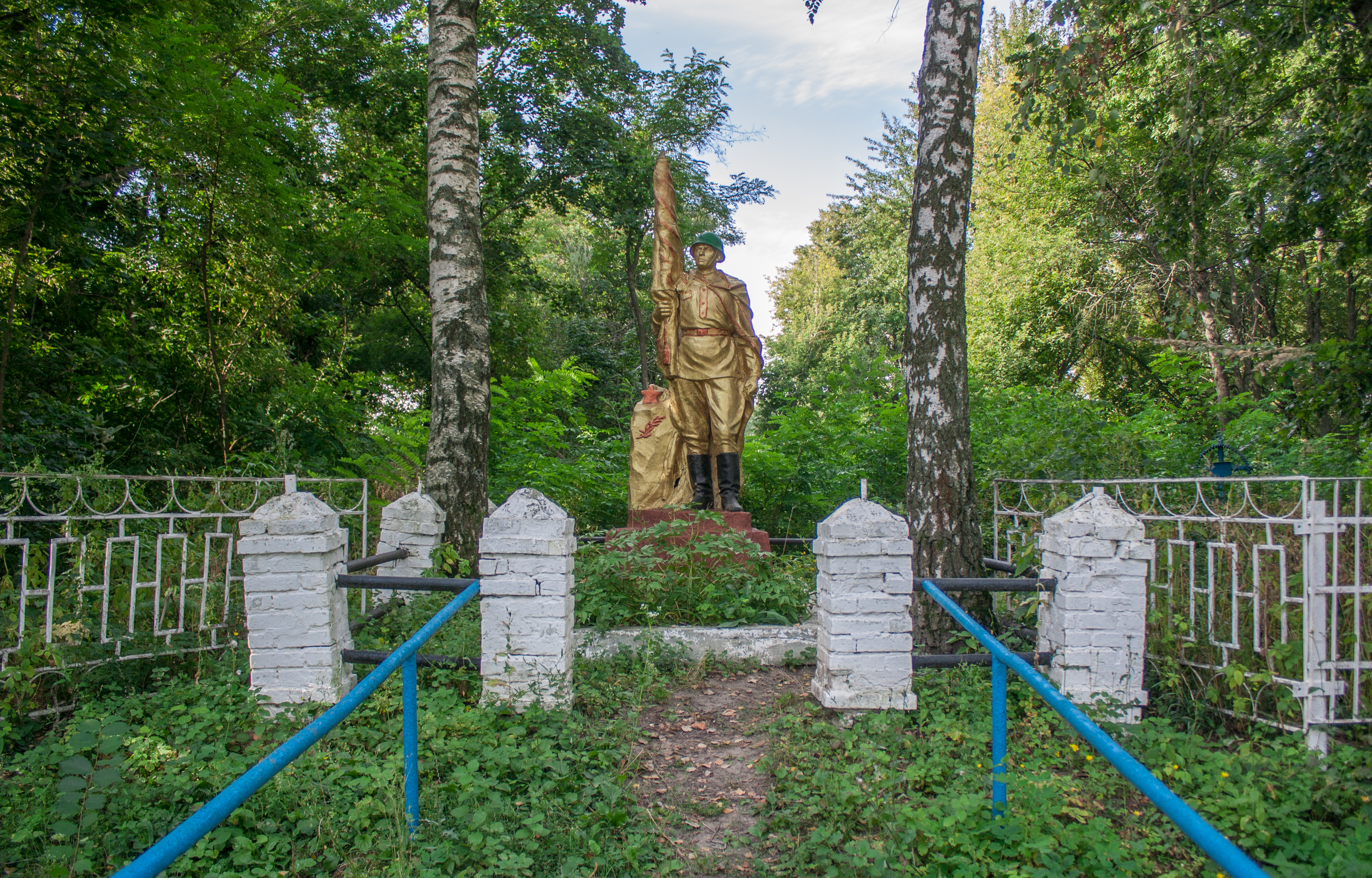
Братська могила радянських воїнів (на кладовищі)